# Lengyelország a felosztás korában (1795–1918)
A 18. század Lengyelországban a hanyatlás kora volt. A nemesi demokrácia eltorzult rendszere azt eredményezte, hogy az állam teljesen tehetetlenné vált, védtelenné a szomszédos országok törekvéseivel szemben. 1772-ben végbement az első felosztás: Ausztria, Poroszország és Oroszország elcsatoltak összesen 210 000 km²-t, azaz a lengyel állam területének kb. negyedét. A reformkísérletek (amelyeknek eredménye májusi alkotmány is volt) elbuktak és 1793-ban és 1795-ben még két felosztás ment végbe, amelyeknek következtében a lengyel állam eltűnt térképekről.

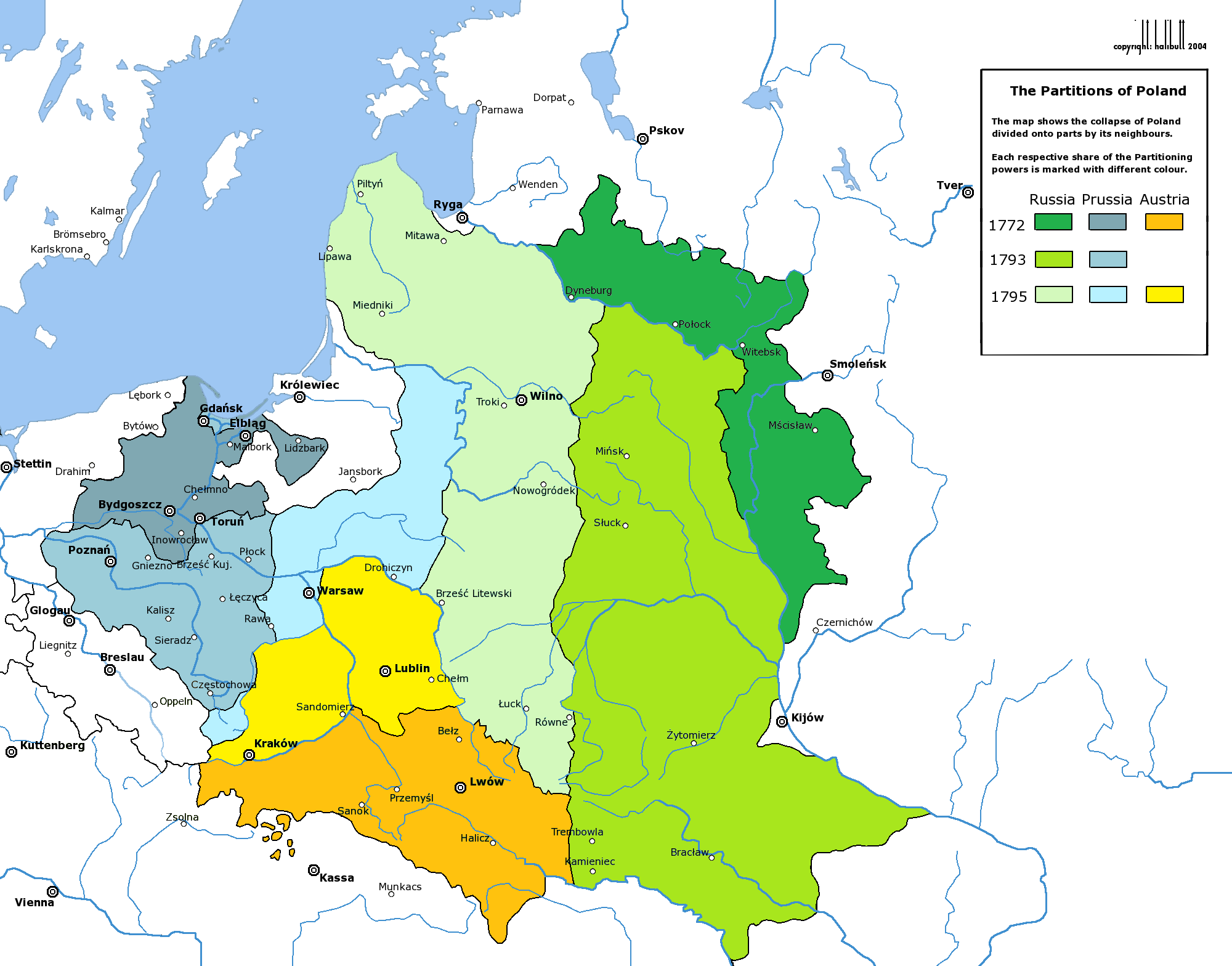
Lengyelország felosztásai

## Lengyel területek 1795-1807 között
A harmadik felosztás után a megszállók a lengyel állam létezésének nyomait mindenáron fel akarták számolni. A waweli várból a poroszok elhurcolták a lengyel koronázási jelvényeket. a drágaköveket kifeszítették és eladták, az aranyból készült részeket beolvasztották, abból pénzt vertek. Sok lengyelnek, főleg azoknak, akik a Kościuszko-felkeléssel voltak kapcsolatban, emigrálniuk kellett vagy le lettek tartóztatva. Az emigráció fő központjai – Svédország, Oszmán Birodalom, Itália, Franciaország voltak.
Az I. Köztársaságot szétválasztó határokat minden szabály nélkül jelölték ki. Felszámolódott a belső piac, amely még III. Kázmér király korában alakult ki és a régi kereskedelmi utakon alapult. A megszálló államok gyarmatként kezelték a lengyel területeket. Az új hatóságok sok lengyeltől elkobozták a vagyonát és birtokát és saját alattvalóikat telepítették oda. Új közigazgatási rendszert vezettek be, megváltoztatták a tartományok nevét:
- Oroszország – Nyugati határterület;
- Ausztria – Galícia és Lodoméria királyság (1772-től – Halics és Vlagyimir városok latin nevéből[1] – fővárosa Lemberg lett) egyben Nyugat-Galíciáé is (1795-től). 1803-ban Nyugat-Galíciát Galícia és Lodoméria királysághoz csatolták;
- Poroszország – Kelet-Poroszország (előtte Porosz Hercegség és Varmia,[2] fővárosa – Königsberg), Nyugat-Poroszország (Danzigi Pomerania – fővárosa Danzig), Dél-Poroszország (Nagy-Lengyelország – fővárosa Posen). Varsó vidéki város lett.

Az új közigazgatásba olyan személyek kerültek, akik a lehető legtöbb előnyt akarták kicsikarni a megszállt területek irányításából. A lengyel nemesség elvesztette a politikai jogait.
Az Orosz Birodalomban a pravoszláv hit volt az uralkodó – a katolicizmust csak megtűrték. A cár saját érdekeinek rendelte alá a lengyel római-katolikus egyházat – a bevett gyakorlat szerint, a pravoszláv hitet illetően; törekedett az unitok megtéréséhez.
Hasonló helyzet volt a Porosz Királyságban, ahol protestáns hit uralkodott. A porosz megszállás idején, a vallásszabadság ellenére, szigorú ellenőrzés alatt tartották a katolikus egyházat — a kapcsolatot Rómával csak a porosz diplomácián keresztül engedélyezték.
Csak Ausztriában uralkodott a katolicizmus, de ennek ellenére a lengyel klérus nem részesült semmilyen előnyben. Korlátozták az egyház politikai szabadságát és valamennyi kapcsolatát Rómával: a pápa által kiadott dokumentumokat és bullákat az államnak joga volt felülbírálni.
A harmadik felosztás után, olyan földalatti szervezetek alakultak, amelyek egy új felkelés kirobbantására és demokratikus elveken alapuló köztársaság létrehozására törekedtek.

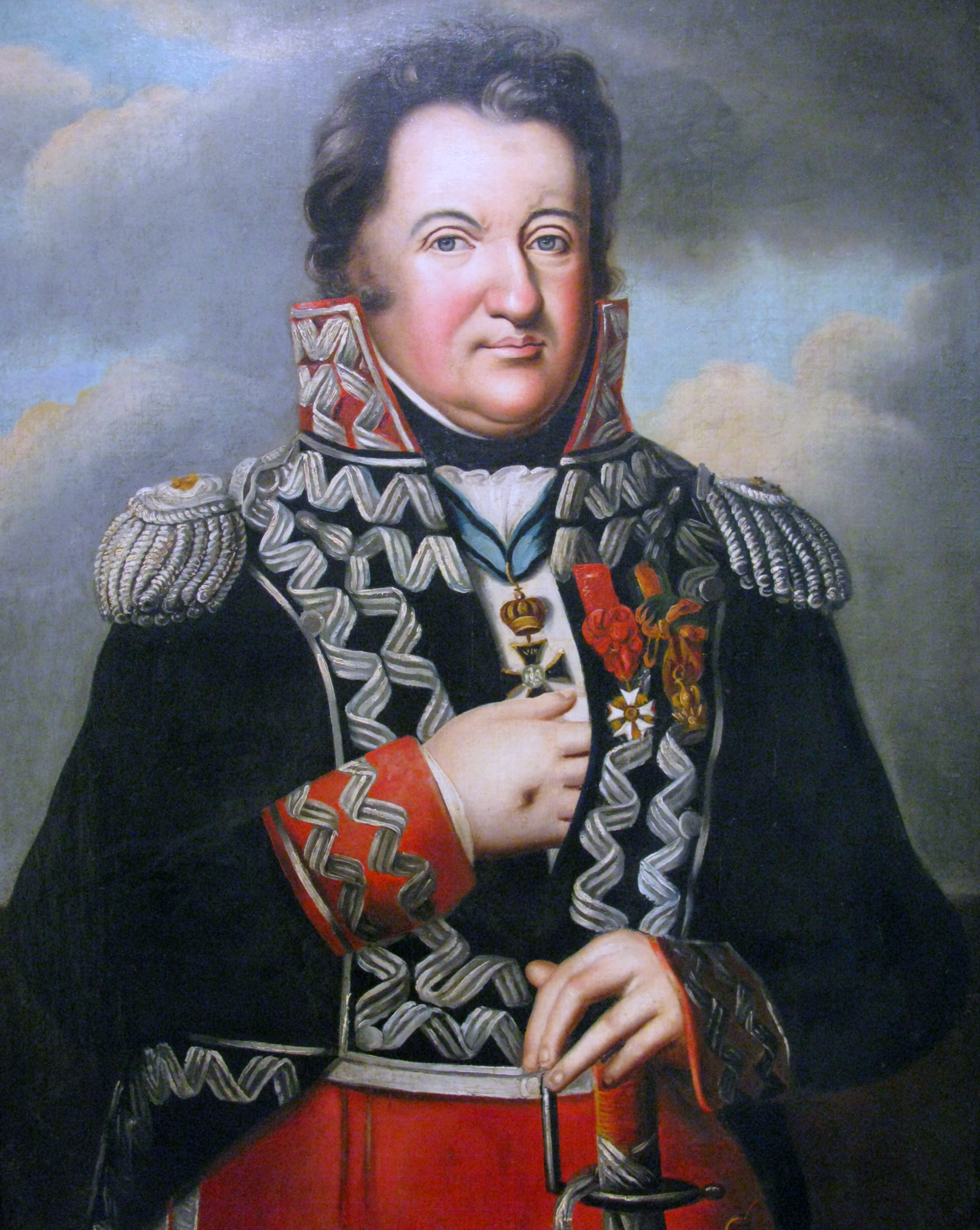
Jan Henryk Dąbrowski tábornok

Sok katona Napóleon Bonaparte tábornokkal kapcsolta össze a sorsát. Az ő engedélyével 1797 januárjában létrejött két lengyel légió Lombardiában – amelyeket főként az előtte az osztrák hadseregben szolgáló lengyel önkéntesek alkották. A légiókat Jan Henryk Dąbrowski és Karol Kniaziewicz tábornokok irányították. Már májusban a lengyel légiók vettek részt az osztrákok elleni, Rómáért folytatott harcokban. Júliusban a szerzők egyike, Józef Wybicki, megkomponálta a Mazurek Dąbrowskiego című dalt, amely 1918-ban a lengyel államhimnusz lett. Ausztria legyőzése után, 1803-ban Napóleon Dąbrowski tábornok légióját Haitire küldte, amely francia gyarmat volt, ahol a mulattok és négerek fellázadtak a rabszolgaság visszatérése ellen. Az európaiak számára nehéz éghajlati viszonyok, betegségek és harcok megtizedelték és gyors kapitulációra kényszerítették a katonákat. Haiti kivívta akkor a függetlenségét (1805), sok lengyel viszont ott maradt.
Amikor 1801-ben a liberális Romanov Sándor lett az orosz cár, a lengyel főurak és a gazdag köznemesek kezdetben benne látták a reményt, hogy a saját uralma alatt egyesíti a lengyel területeket. Trónra lépése után Adam Czartoryski herceg Sándor rokona, orosz külügyminiszter lett. A lakosság jelentős többsége egy összeütközésre számított Franciaország, Poroszország és Ausztria között, esetleg Oroszország részvételével, ami esélyt teremthet a lengyel állam feléledésére. Valóban így is történt: Napóleon 1805-ben legyőzte Ausztriát és 1806-ban – Poroszországot. Akkor a lengyelek őt tartották annak a személynek, aki életre kelti a lengyel államot.
Napóleon azonban mindenekelőtt arról gondoskodott, hogy létrejöjjön lehető legnagyobb létszámú lengyel hadsereg amelyet saját érdekei mentén vethet be. Néhány hónap alatt meg is szerveződtek a lengyel csapatok, amelyeknek a parancsnokságát Jan Henryk Dąbrowski, Józef Zajączek és Józef Antoni Poniatowski herceg (a volt király unokaöccse) tábornokok vették át. Azok az alakulatok 1807 tavaszától harcoltak a poroszok ellen Gdańskban, Kołobrzegban (Koszalin mellett) és Sziléziában meg az oroszok ellen Friedlandnál (ma Pravgyinszk, a Kalinyingrádi területen).

## Varsói Hercegség
|                  |         |
| 1807-09          | 1809-15 |
| Varsói Hercegség |         |

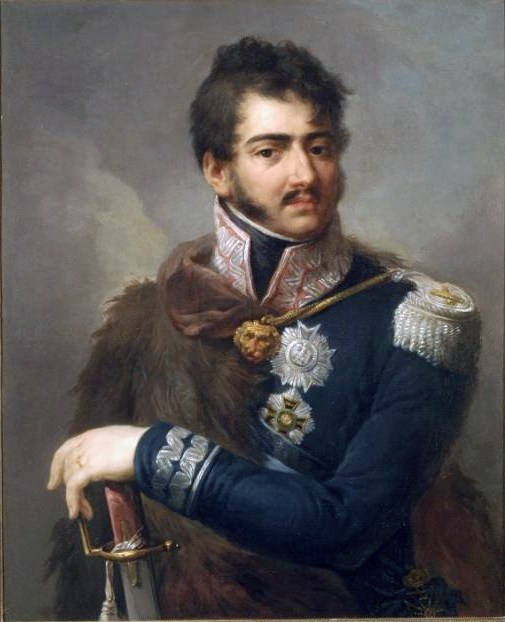
Józef Poniatowski herceg

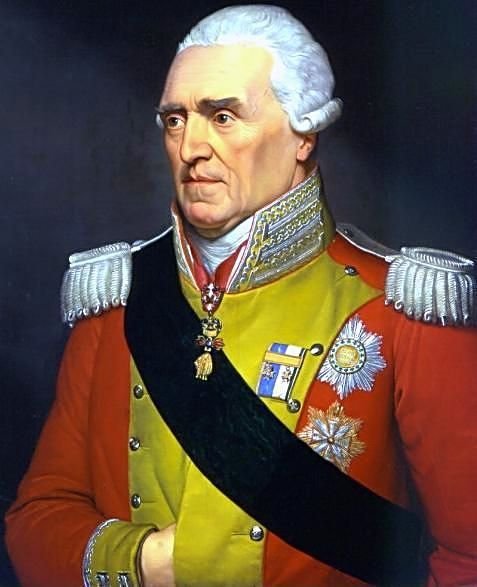
I. Frigyes Ágost varsói herceg

Az Oroszország elleni győztes háború után, 1807 júliusában Napóleon és I. Sándor Tilsitben (ma: Szovjetszk) találkoztak és úgy döntötték, hogy a 2. és 3. felosztáskor Poroszországhoz kerülő területekből létrehoznak egy névleges lengyel államot, a Varsói Hercegséget (Księstwo Warszawskie) (a Białostoki területet azonban Napóleon a barátság jeleként átengedte a cárnak). Napóleon nem akarta visszaadni a Lengyelország nevet, hogy az ne irritálja Sándort. Az új állam területe 103 000 km² lett. Uralkodója a perszonálunió alapján I. Frigyes Ágost lett, III. Ágost lengyel király unokája, az 1806-ban Napóleon által kreált Szász Királyság uralkodója. 1807. július 22-én Drezdában Napóleon személyesen adományozott alkotmányt a Varsói Hercegségnek, amelynek törvényeit az 1799-évi francia alkotmányról mintázta. (A császár nem egyezett bele a májusi alkotmány visszaállításába, mert azt túl konzervatívnak tartotta). Kezdeményezésére az alkotmány mindenkinek a személyes szabadságot adott (így, felszámolta a jobbágyrendszert) és egyenlővé tett minden lakost a jog előtt. Elvben tehát, a parasztok már nem voltak a földbirtokos alattvalói, de gyakorlatilag nem változott jelentősen a helyzetük, mivel a gazdaság birtoklásának jogáért továbbra teljesíteniük kellett minden addigi kötelezettségüket, a robotot is beleértve. Lakóhelyük elhagyásának lehetőségei pedig nagyon csekélyek voltak.
A tilsiti béke értelmében Danzig Szabad Város lett, egy kis állam Poroszország és Szászország pártfogása alatt, amely Danzigot és környékét foglalta magába (Hel- és Visztula-földnyelveket és a Visztula torkolatát beleértve).

### Háború Ausztria ellen
A háború Napóleon és az 5. koalíció közötti háború része volt, amelyet azonban egyedül viselt a lengyel haderő Józef Poniatowski herceg parancsnoksága alatt. Az 1805. évi vereség után, Osztrák Császárság bosszút akart állni a megaláztatásért. Ausztria önállóan harcolt – úgy látszott, hogy támadása a gyenge Varsói Hercegség ellen könnyen elérhető siker lesz. A bécsi politikusok úgy döntöttek, felszámolják a hercegséget, területét visszaadják Poroszországnak, ami arra ösztönözte volna a poroszokat, hogy csatlakozzanak a Franciaország elleni háborúhoz. Az osztrákokat Oroszország is biztosította, hogy hadserege nem fog semmit tenni a Varsói Hercegség védelmében – annak ellenére, hogy a tilsiti béke után Oroszország formálisan Franciaország szövetségesévé vált.
1809. április 14-én az osztrákok átlépték a Varsói Hercegség határát és elindultak Varsó felé. Április 19-én lezajlott az eldöntetlen raszyni csata (Raszyn – falu, a mai Varsó déli határánál). Poniatowski herceg, tárgyalva az osztrák főparancsnokkal, Ferdinánd Károly főherceggel, beleegyezett, hogy enyhe feltételekkel átadja Varsót. Akkor ő maga tudott indulni dél felé; amikor július 15-én elfoglalta Krakkót, az osztrákok elhagyták Varsót, miután értesültek a wagrami vereségről (július 5-6-a), a hercegség területét is elhagyták. Korábban, júniusban, Poniatowski elfoglalta Galícia és Lodoméria királyságát is.
Október 14-én Napóleon és I. Ferenc császár megkötötték a schönbrunni békét. Ennek értelmében a 3. felosztáskor Ausztriához kerülő területeket hozzácsatolták a Varsói Hercegséghez, melynek területe így a felével növekedett.

### Napóleon támadása Oroszország ellen
I. Sándor orosz cárt aggasztotta Napóleon európai dominanciája. Amikor 1810 nyarán a francia marsallok egyike, Jean Baptiste Bernadotte, az orosz befolyási zónához tartozó Svédország királya lett, a svéd állam kilépett az Anglia elleni kontinentális blokád rendszeréből és a cár felvette a kapcsolatokat a német államokban szervezkedő franciaellenes ellenzékkel. Az orosz-francia szövetség felbomlott és az orosz vezérkar kidolgozta egy offenzív háború tervét.
Napóleon szintén nem tett le arról a szándékáról, hogy legyőzi Oroszországot és rákényszeríti a cárt a tilsiti béke betartására. Kelet-Poroszország (a volt Porosz Hercegség) és a Varsói Hercegség területein gyűjtötte össze a soknemzetiségű, majdnem 600 ezer főt számláló hadsereget (kb. 100 ezer lengyelt beleértve) az Oroszország elleni hadjáratra. 1812. június 24-én átlépte a Nyeman határfolyót, megkezdte hadjáratát. A császár utasítására, a Varsói Hercegség szejmje létrehozta a Lengyel Királyság Általános Konföderációját, amely meghirdette Lengyelország megújhodását és a felosztások során elvett tartományok visszacsatolását. I. Frigyes Ágost herceg viszont átengedte a hatalmat a Hercegség minisztertanácsának.
A Vilna felszabadítása után (június) Napóleon megszerveztette a Litván Nagyfejedelem Ideiglenes Kormánya Bizottságát, amelynek a napóleoni hadsereg által elfoglalt litván-fehérorosz területeket kellett ideiglenesen igazgatnia. Lengyelek harcoltak a szmolenszki csatában és Borogyinónál, és elsőként vonultak be Moszkvába. A hadjáratból azonban kevesebb mint 24 000 -en tértek vissza. Józef Poniatowski herceg visszavonult 30 000 -es lengyel hadseregével Szászországba, amely Franciaország szövetségese volt. A herceg a lipcsei csatában esett el (1813. október 18-a), amikor a napóleoni hadsereg visszavonulását fedezte.
Napóleon veresége után, a Varsói Hercegséget orosz csapatok szállták meg, ami gyakorlatilag véget vetett létezésének. 1813 márciusában I. Sándor cár létrehozta a Hercegség Ideiglenes Legfelső Tanácsát, amelynek nagy összegű jóvátételt kellett behajtania az orosz hadsereg részére.

### A Varsói Hercegség felszámolása

Lengyelország a bécsi kongresszus után

A bécsi kongresszus döntésének értelmében a Varsói Hercegség 1815-ben hivatalosan megszűnt létezni. Nagy-Britannia ugyan indítványozta egy önálló lengyel királyság újraalakítását, de Oroszország magának kívánta a volt Hercegség egész területét (ezt Poroszország is támogatta, ezért cserébe Szászországot kapta volna). 1815. május 3-án kompromisszumos megoldást fogadtak el, eszerint:
- Ausztria megkapta Wieliczka környékét,
- A Porosz Királyság megkapta a volt Varsói Hercegség északnyugati részét, itt létrehozta a Poseni Nagyhercegséget Poznań központtal (Wielkie Księstwo Poznańskie); megkapta még Danzigot és Chełmnói Földet (terület a Visztula-kanyarban, ahova 13. században Mazóviái Konrád behívta a Német Lovagrendet), és amelyet közvetlenül Kelet-Poroszországhoz csatolt;
- Krakkóból és Krakkó valamint a sziléziai határ között fekvő keskeny földövből létrejött egy kis állam Poroszország, Oroszország és Ausztria védnöksége alatt – a Krakkói Köztársaság (Rzeczpospolita Krakowska,[5] Wolne Miasto Kraków);
- a Varsó Hercegség területének zömét az Orosz Birodalom kapta meg, és létrehozta ebből a saját védnöksége alatt álló Lengyel Királyságot. I. Sándor cár megkapta a Szejm által elismert lengyel királyi címet, ezzel létrejött a lengyel—orosz perszonálunió.

## A Kongresszusi Lengyelország

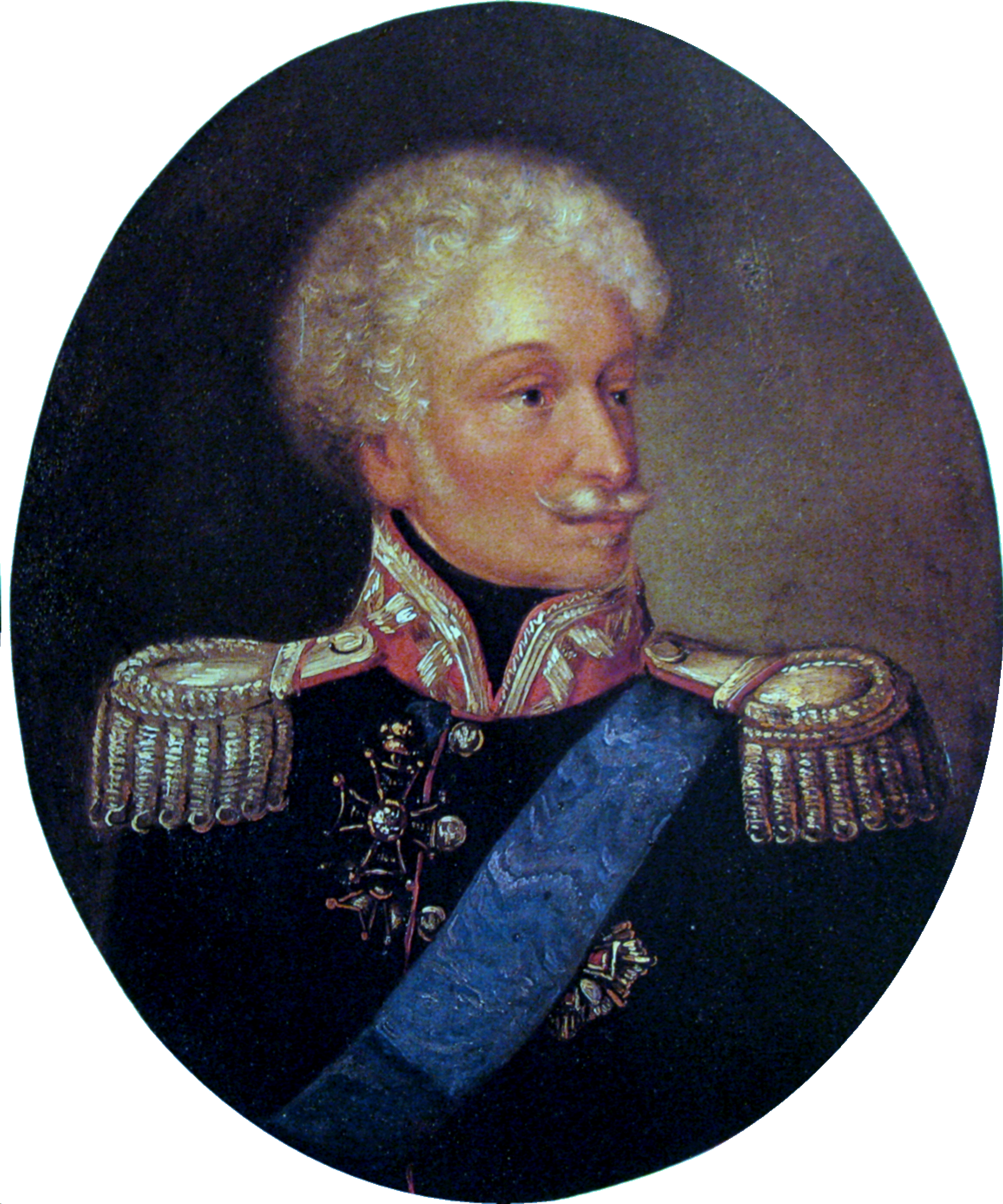
Józef Zajączek tábornok

A Lengyel Királyság címere

A Kongresszusi Lengyelország (Lengyel Királyság)

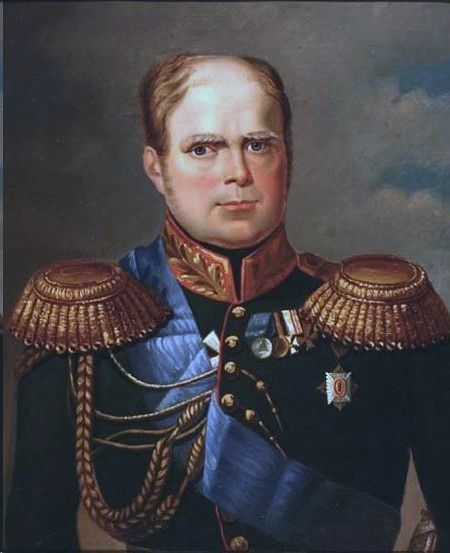
Konsztantyin Pavlovics nagyherceg

A bécsi kongresszuson létrehozott, az Orosz Birodalommal perszonálunióban álló államalakulatot a német és magyar történetírás Kongresszusi Lengyelországnak  nevezi (lengyelül, röviden Kongresówka), az orosz történetírásban és leggyakrabban a lengyelben is Lengyel Királyság a neve. A királyság területe 127 000 km²-re rúgott. Alkotmányát I. Sándor cár adományozta, a szejmet (lengyel parlamentet) mellőzve. A királyságot perszonálunió kapcsolta össze Oroszországgal, volt hadserege, közigazgatása, pénzkibocsátási joga és saját oktatási rendszere. A király (azaz a cár) nevezte ki a helytartóját, aki őt a távolléte idején helyettesítette.
A végrehajtó hatalom szerve az Államtanács (Rada Stanu) volt. A parlament (Szejm) – az I. Köztársaságéhoz hasonlóan – királyból, Szenátusból és Képviselőházból állt. A parlamentje időszakos lett – a szenátorok és képviselők mandátuma hat évig tartott – de kétévente összehívott ülésszakokon tanácskoztak.
Annak ellenére, hogy kezdetben Sándor cár liberális szellemű és a lengyelek felé barátságot mutató uralkodó volt, idővel egyre konzervatívabbá lett és figyelmen kívül hagyta az alkotmányt. A cár helytartója a Lengyel Királyságban Józef Zajączek tábornok volt (1815-26), aki Kościuszko-felkelés résztvevőjéből és napóleoni katonából átalakult a liberalizmus jelenségeit elnyomó, kemény konzervatívvá (már 1819-ben felszámolta a sajtószabadságot, majd pedig felfüggesztette a gyülekezési szabadságot, és megtiltotta a szabadkőművesek tevékenységét). A második személy a Királyságban Konsztantyin Pavlovics nagyherceg volt – a hadsereg fővezére és a cár öccse;, akit a lengyelek nagyon gyűlölték a hadseregben bevezetett szigorú fegyelem miatt.
Válaszul a politikai elnyomásra titkos ifjúsági egyesületek szerveződtek, főleg az egyetemi városokban – pl. Wilnóban megalakult a Filomaták Egyesülete (Towarzystwo Filomatów: filomata = a tudományrajongó), amelynek egyik tagja Adam Mickiewicz volt. Ezt rögtön felszámolta az orosz titkosrendőrség.
A helyzet romlott, amikor a konzervatív I. Miklós lett Oroszország cárja (1825. decemberében). Megtorlásokat rendelt el és Zajączek tábornok halála után nem nevezett ki új helytartót, az egész hatalmat Konsztantyin nagyherceg kezében hagyva. Akkor a lengyelek véglegesen elvesztették a reményeiket cár szándékai iránt.
Egyike a kevés „pozitív” személyeknek ebből az időszakból a fehérorosz származású Franciszek Ksawery Drucki-Lubecki. Kincstári miniszter 1821-30 között. Annak eredményeként, hogy ügyesen behajtotta az adókat és kiterjesztette az állami monopóliumokat, felszámolta a költségvetési hiányt, sőt még többlethez is jutott, amelyet beruházásokra költhetett. Megalapította a Lengyel Bankot (1828). Gondoskodott az ipar fejlődéséről (kohászat, bányászat, textilipar). Az ő segítségével kezdődött pl. Lodz gyors fejlődése. Modern utakat építtetett Lengyelországban, pl. Varsóból Bresztbe 1823-ban (ez jelenleg az E30-as európai út része).
1816-ban I. Sándor cár engedélyével létrejött a Varsói Egyetem.

### Novemberi felkelés (1830-31)

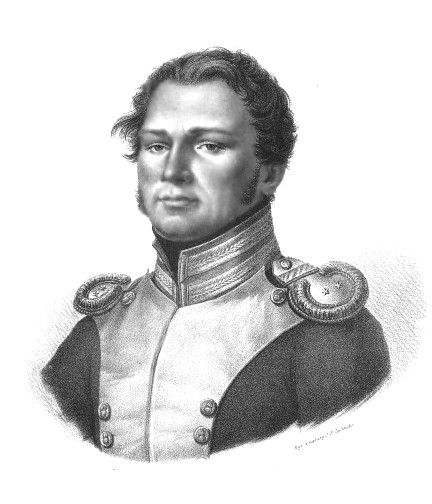
Piotr Wysocki hadnagy
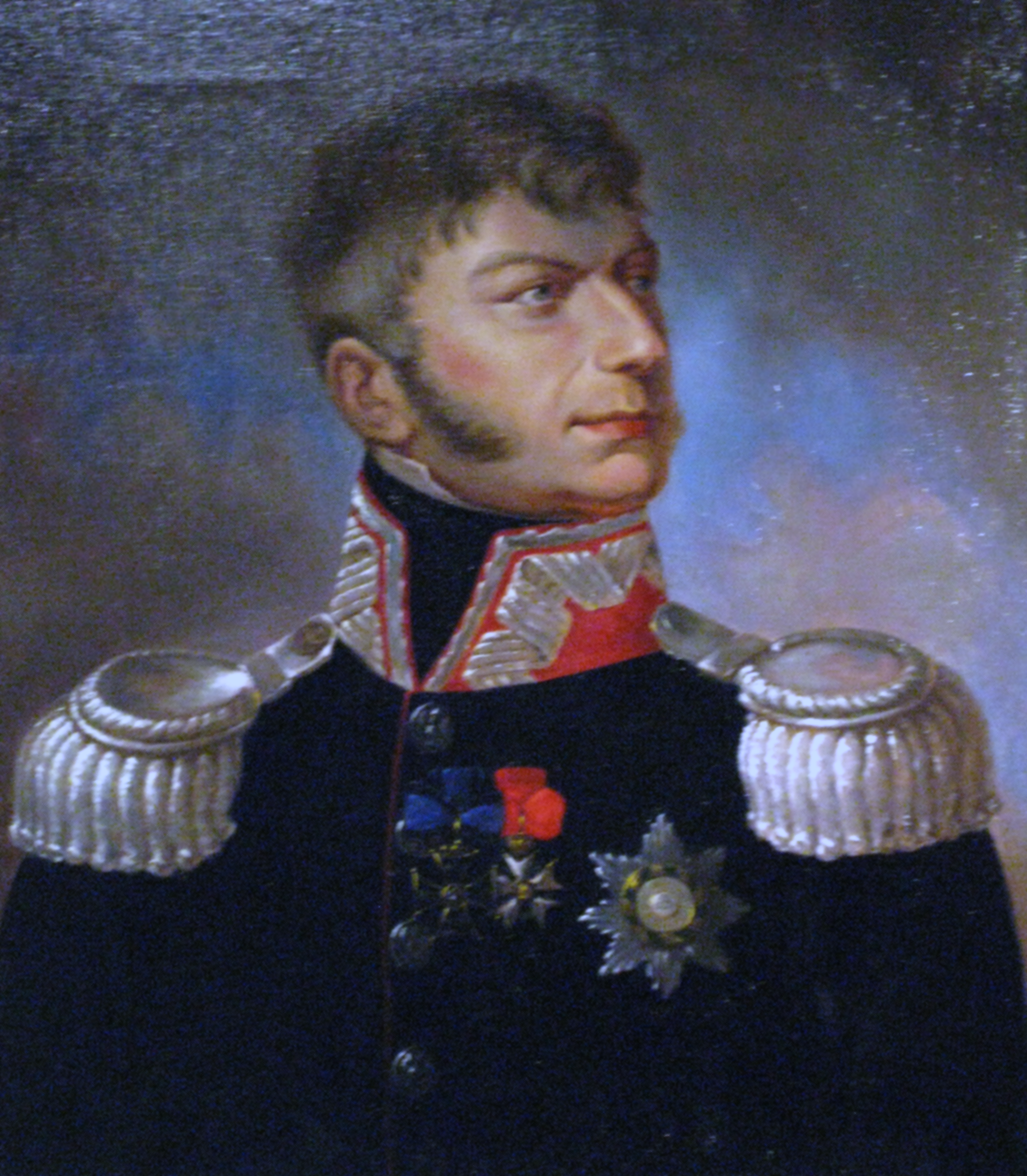
Józef Chłopicki tábornok
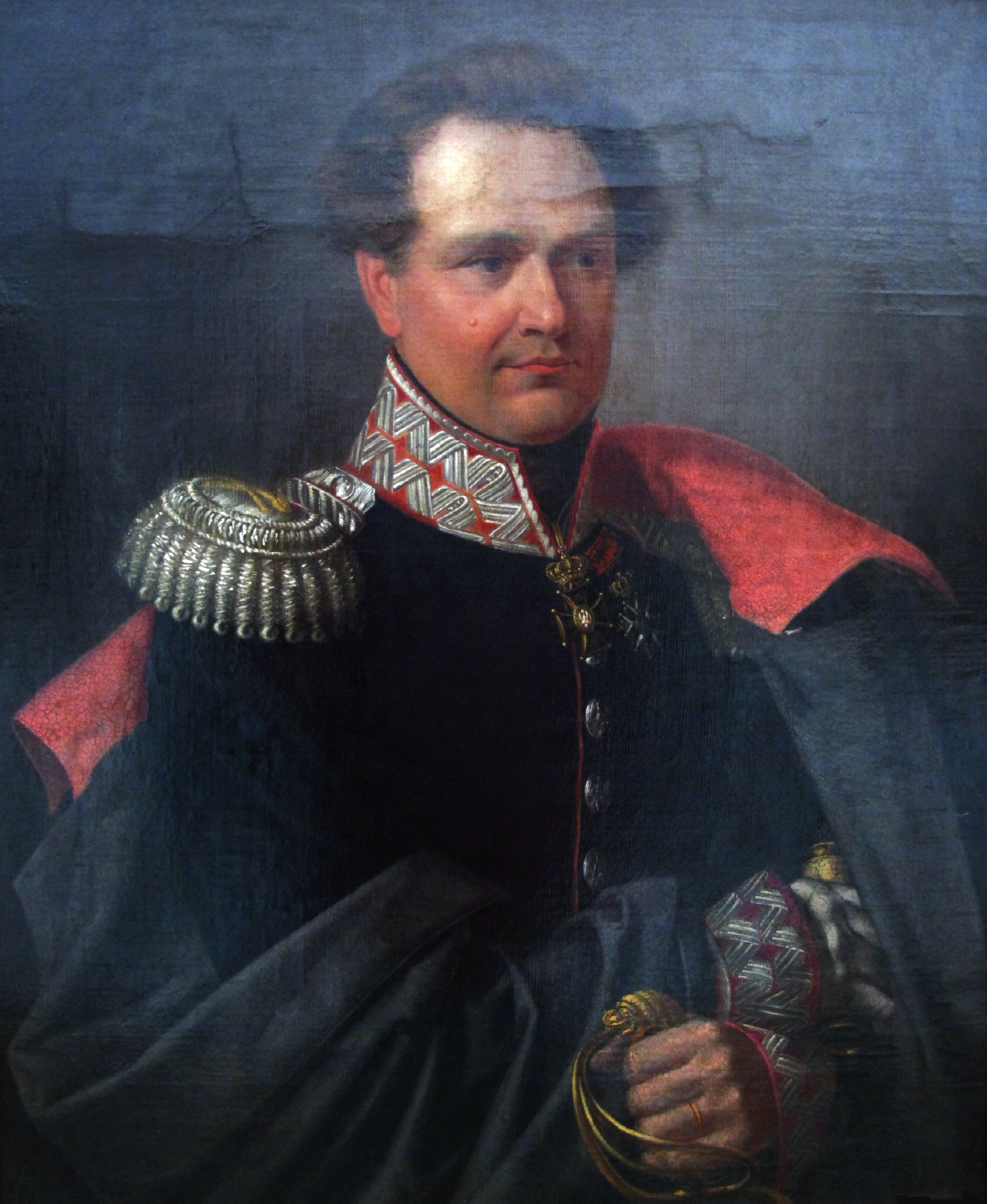
Jan Skrzynecki tábornok
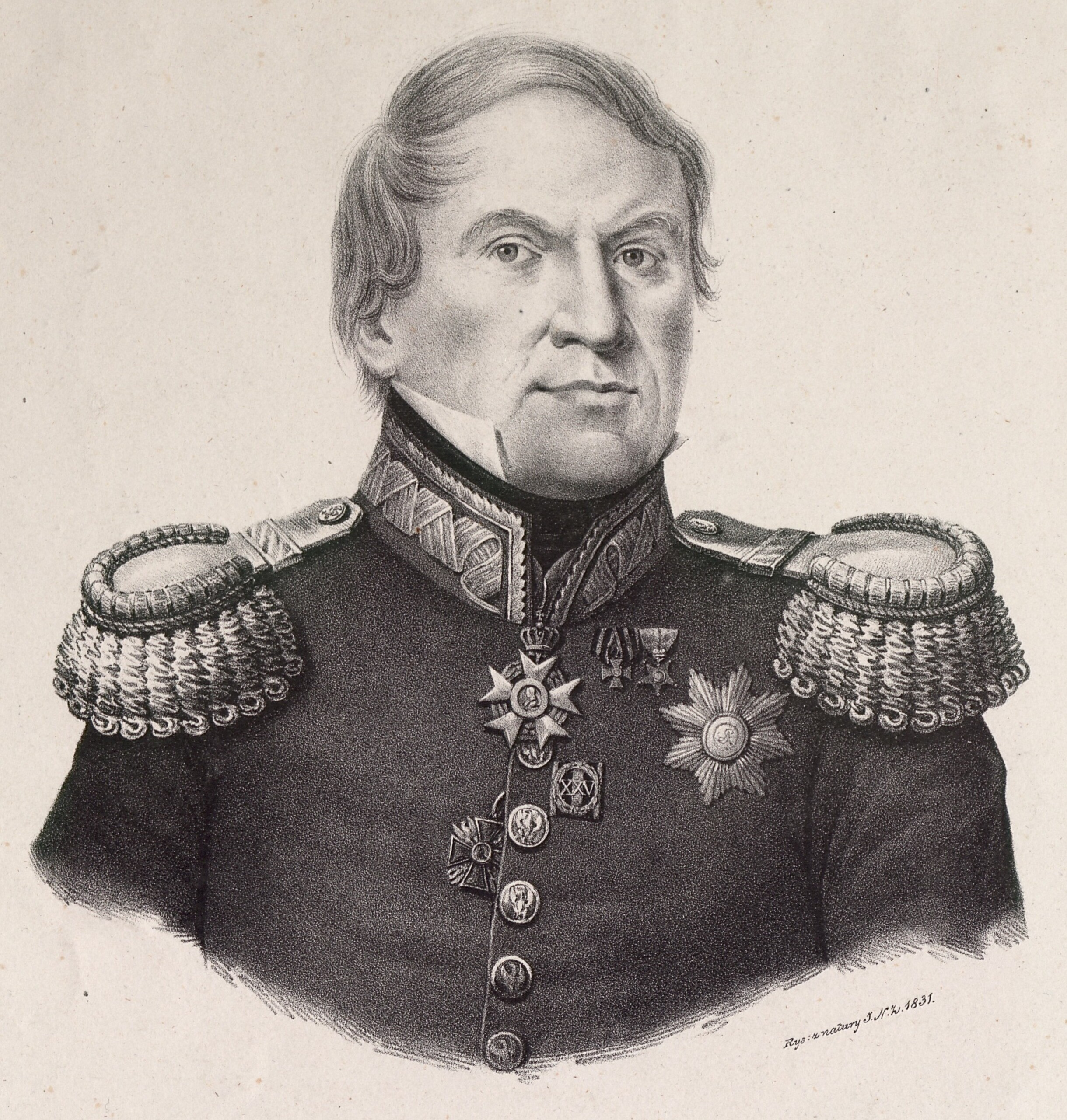
Jan Krukowiecki tábornok
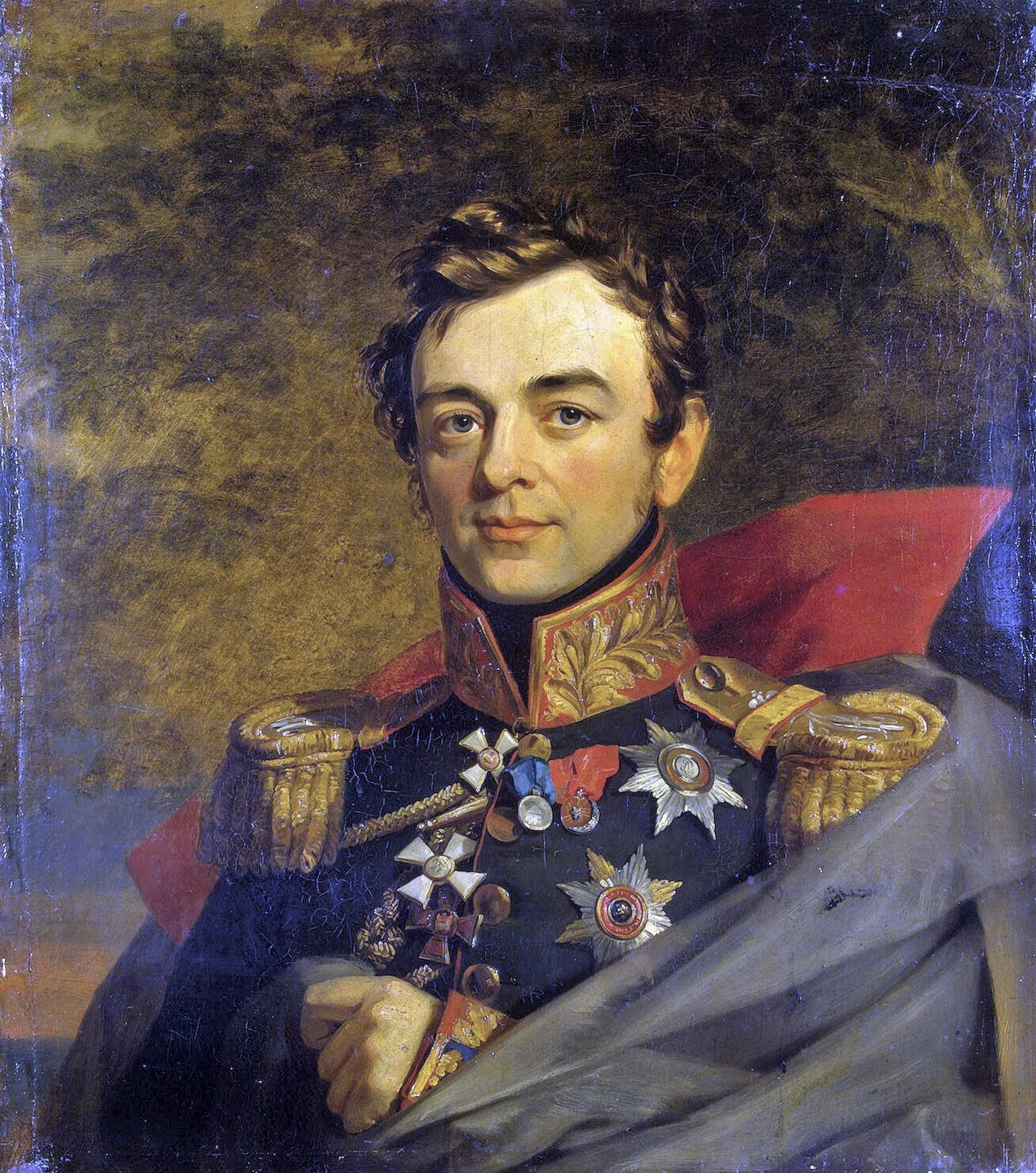
Ivan Paszkevics tábornagy

A felkelés kitörésének fő oka az volt, hogy a cár nem tartotta tiszteletben az alkotmányt, a hatalom pedig elnyomta az embereket. Konsztantyin herceg viselkedése az általa vezetett királysági hadsereg katonáival szemben is fontos szerepet játszott (végtelen gyakorlatozás, a besúgás rendszerének létrehozása, katonatisztek nyilvános megalázása). 1828-ban a varsói katonaiskolában összeesküvést szerveztek a herceg ellen, amelyet Piotr Wysocki hadnagy irányított. A felkelés kitörését a francia és belga forradalmak gyorsították fel, amelyek 1830 júliusában a Szent Szövetség rendszere ellen lángoltak fel – a cár egy intervenciós hadsereget küldött, ezért az összeesküvők a felkelés a tervezettnél korábbi megkezdéséről döntöttek.
November 29-én este, a katonaiskola hallgatóinak egy csoportja Piotr Wysocki parancsnoksága alatt elfoglalta Konsztantyin főherceg rezidenciáját, de a hercegnek sikerült elmenekülni. A felkelők a fegyvertárat is elfoglalták és a következő napon, a felfegyverzett polgári lakossággal együtt, ellenőrzés alá vonták a fővárost. Konsztantyin főherceg kivonult Varsóból, nem kezdett semmilyen harci cselekménybe a felkelők ellen.
A felkelés feletti irányítást a konzervatívok vették át. December 5-én Józef Chłopicki tábornok a felkelés diktátorává hirdette ki magát; a felkelő kormány egy nappal korábban nevezte ki őt a hadsereg fővezérének. Chłopicki azonnal tárgyalásokat kezdett a cárral. Mivel Miklós cár feltétel nélküli megadást követelt, 1831. január 17-én Chłopicki lemondott.
A vezető szerepet a Szejmben ekkor radikálisok szerezték meg. Január 25-én Szejm detronizálta Miklós cárt a lengyel trónról, ami a perszonálunió megszakítását és a Királyság függetlenségének kikiáltását jelentette. Válaszul február 5-én a 115 ezres orosz hadsereg Ivan Gyibics-Zabajkalszkij tábornagy parancsnoksága alatt átlépte a Királyság határait. Február 25-én Varsóhoz ért, de a lengyelek egy eldöntetlen csatában megállították Olszynka Grochowskánál (ma egy kis erdő Varsó területén).
A csata után a diktátorságot Jan Skrzynecki tábornok vette át, aki nem mert ellentámadást indítani. A halogatás következtében, – annak ellenére, hogy a lengyelek győztek néhány csatában (pl. az iganeiben amelyben Bem József tűnt ki) – az oroszok jelentős fölényre tettek szert. Május 26-án az oroszok győztek az ostrołękai csatában, a vereség megtörte a felkelők harci szellemét. Határozatlansága miatt Skrzyneckit elbocsátották posztjáról, az új diktátor Jan Krukowiecki tábornok lett. Miután Gyibics kolerában meghalt, az orosz hadsereg feletti parancsnokságot Ivan Paszkevics tábornagy vette át.
Késő nyáron az oroszok Kujávián keresztül északtól és nyugattól bekerítették Varsót és szeptember 6-án nyugatról megtámadták a várost. A nyugati külvárosok elvesztése után, a felkelés vezetői feladták Varsót. Néhány héttel később feloszlott a Szejm, a Nemzeti Kormány és a hadsereg, amelynek jelentős része elmenekült Poroszországba, Krakkóba és Galíciába.

### Lengyel Királyság a novemberi felkelés után
1831. ősszel az oroszok létrehozták az Ideiglenes Kormányt, amelynek a feladata a Királyság pacifikálása és militarizálása volt. A Királyság helytartója egészen 1856-ig Ivan Paszkevics herceg volt, azért ezt az időszakot „Paszkevics-éjszakának” nevezik. Bevezette a statáriumot, felszámolta az alkotmányt, feloszlatta a szejmet. A lengyel haderőket hozzácsatolta az orosz hadsereghez. Hathatósan ruszifikálta a közigazgatást, felszámolta a lengyel egyetemi oktatást. Magas jóvátételt rótt ki és a lengyelek költségére építtette fel Varsóban a Citadellát, amelyben erős orosz helyőrség állomásozott (a Citadella építése érdekében Paszkevics leromboltatta az ottani palotanegyedet). Vámhatárt állíttatott a lengyel–orosz határon és 1840. után bevezette az orosz mérték- és monetáris rendszert.
A vámkorlát azonban a királysági gyárosoktól magas minőséget kényszerített ki, mivel a termékeik minőségének emelésére törekedtek vagy áttelepítették gyáraikat Oroszország területére (pl. a textiliparban). Az erős verseny kikényszerítette a technológiai haladást, így egyre tökéletesebb gépek alkalmazását. Ez aztán az iparban dinamikus fejlődést váltott ki. Łódź – a textilipar új központja – nagyon gyorsan fejlődött a Királyság második (Varsó után) városává. Az acélipart a vasút fejlődése ösztönözte. 1845-48 között megépült az első vasútvonal lengyel földön – a Varsó – Bécs vasútvonal.
Az orosz hatalom elnyomása csak az elveszített krími háború (1855) után enyhült. Az új orosz cár, II. Sándor (1855-től) felszámolta a statáriumot, közkegyelmet hirdetett, enyhítette a cenzúrát, megnyitotta a lengyel iskolákat. A lengyeleknek újra lehetőségük nyílt közhivatalok betöltésére. Ezt használta ki a kormányi Felekezeti és Oktatási Bizottság igazgatója, Aleksander Wielopolski herceg, aki lengyelekkel váltotta fel a cári hivatalnokokat és 1862-ben létrehozta Varsóban a Főiskolát (a volt és későbbi Varsói Egyetem). 1862 júniusában a cár felállította a Királyság polgári kormányát, amelynek vezetője Wielopolski lett.

### Januári felkelés (1863-64)

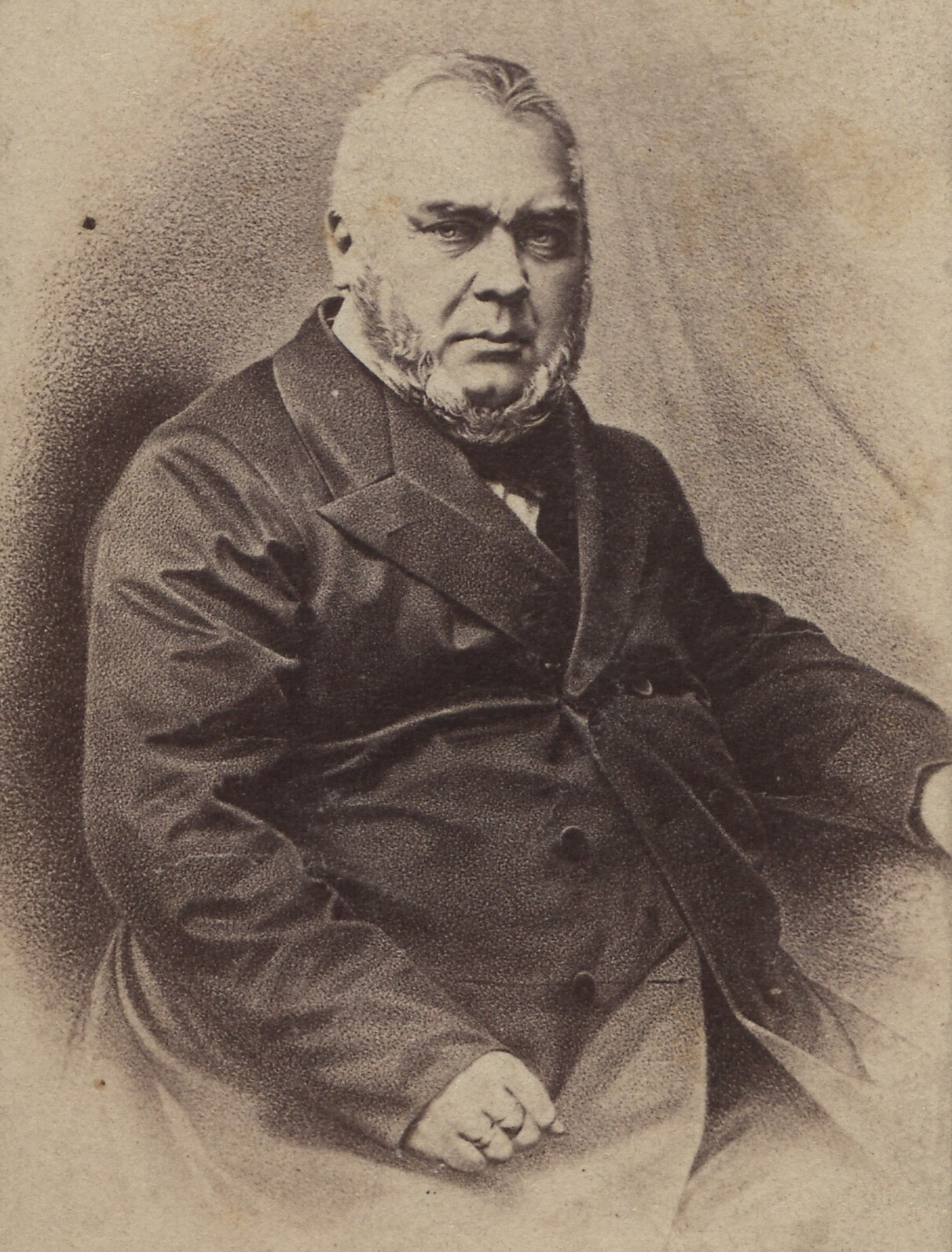
Aleksander Wielopolski herceg

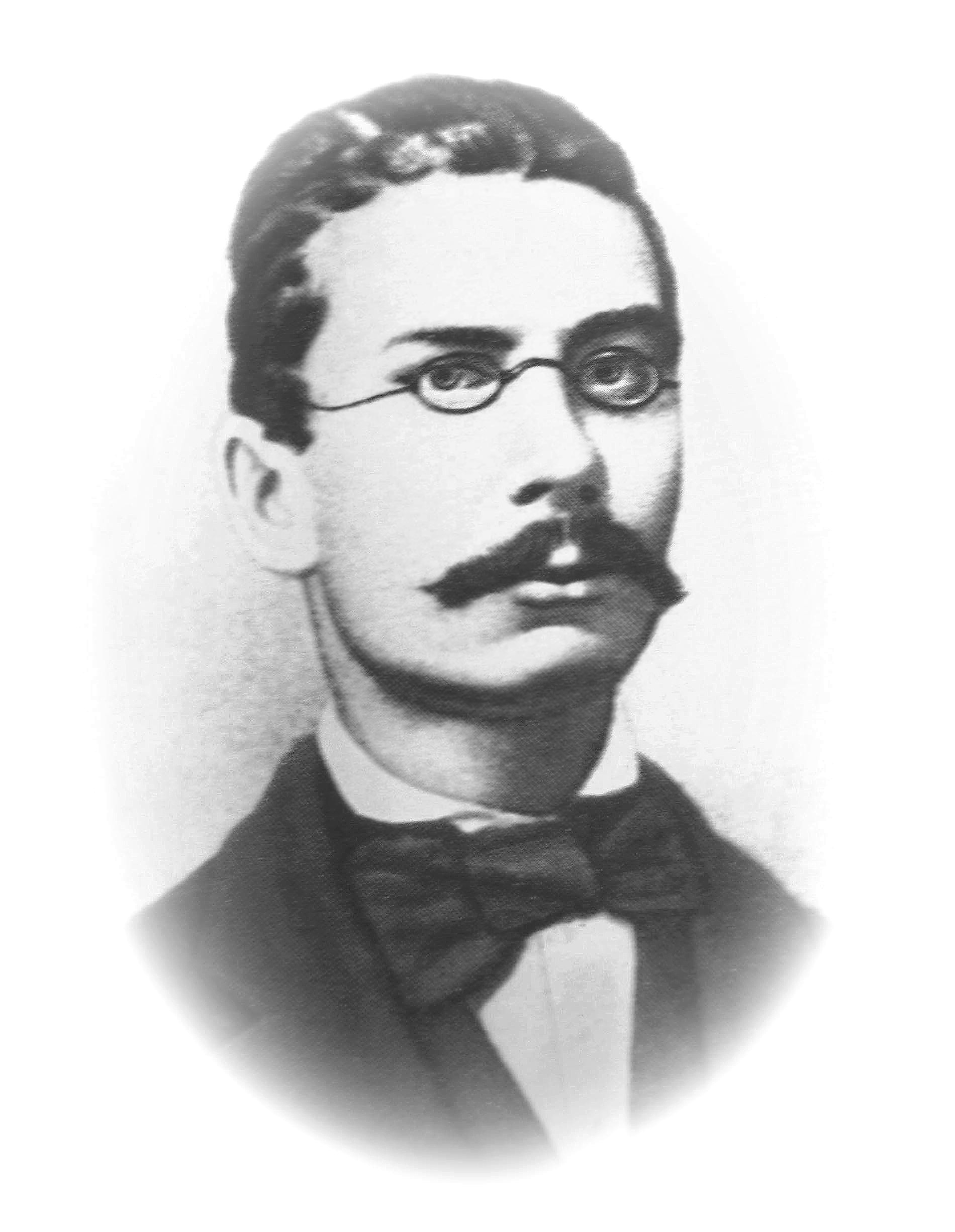
Romuald Traugutt – a felkelés parancsnoka (1863. okt. – 1864. ápr.)

A cári elnyomás lazulását a lengyelek a gyengeség jelének vélték, emiatt egyre gyakrabban nyilvánították ki a hazafiságukat és elégedetlenségüket. 1861 februárjában és áprilisában véres zavargások történtek Varsóban, amelyek következtében októberben a hatalom visszaállította a statáriumot az egész országban (1862 decemberéig). Ennek ellenére a lengyelek egyre határozottabban követeltek földbirtokreformokat, a hatalom demokratizálását és államuk függetlenségét. A radikális politikai párt, amelyet Vörösöknek (Czerwoni) hívtak, amellett agitált, hogy az emberek nyílt harcot indítsanak, és megkezdte előkészíteni a felkelést. Más irányba fejlődtek a földbirtokosokat, arisztokráciát valamint a gazdag polgárokat magukba foglaló függetlenségi szervezetek, amelyeket általánosságban Fehéreknek (Biali) hívtak.
Aleksander Wielopolski herceg, a Királyság polgári kormányának vezetője, tudott a függetlenségi mozgalmak létezéséről, és teljesítette követeléseik egy részét. Egyidejűleg viszont, az összeesküvők tevékenységének meghiúsítása érdekében, 1863. január közepén egy váratlan sorozást rendelt el az orosz hadseregbe. Ebből a célból Wielopolski névjegyzékeket készíttetett el, amelyeken kb. 12 ezer ember szerepelt, akiket azzal gyanúsított, hogy valamilyen függetlenségi szervezethez tartoznak. Ezeknek az embereknek azonban sikerült elmenekülni a városokból és január 22-én kitörtek az első harcok. A felkelést tehát jelentősen előrehozták, mert a Vörösök csak a tavaszra tervezték kitörését, így az nem volt megfelelően előkészítve. A felkelőknél hiányoztak a lovak és a lőszerek, a felkelés vezetősége pedig nem volt egységes, viszálykodás gyengítette.
Ellenlépésként a felkelés kitörésére, a Királyság helytartója, Konsztantyin Nyikolajevics Romanov nagyherceg (II. Sándor cár öccse), visszaállította a statáriumot.
Kezdetben a felkelők orosz helyőrségeket támadtak meg az egész Királyságban, de az oroszok visszaverték a támadások többségét (többek között a gyenge felfegyverzés miatt). A felkelőknek sikerült elfoglalni a Varsó–Breszt utat és a Varsó–Szentpétervár vasútvonalat, így megszakították a kapcsolatot Oroszországgal.
A Királyság igazgatásában részt vevő lengyel hivatalnokok túlnyomó többsége titokban végrehajtotta a felkelő Nemzeti Kormány utasításait. 1863 júniusában, fényes nappal, a varsói Lengyel Bank személyzete átengedte a felkelőknek a Királyság Főpénztárának letétjeit.
1863. szeptember 19-én sikertelen merényletet követtek el a Királyság új helytartója, Fjodor Berg tábornok ellen.
A januári felkelés kitörése aláásta a születő orosz–francia szövetséget. 1863 januárjában Poroszország mozgósította az orosz határnál haderejének felét. Februárban Oroszország és Poroszország egyezményt írtak alá, amely feltételezte a kölcsönös segítséget a lengyel felkelés leveréséhez. Ezt a lépést III. Napóleon francia császár az orosz-francia egyezmények megszakításaként értelmezte. Számos lépést tett, hogy az oroszok érvénytelenítsék az 1815. évi alkotmányt, sőt még Lengyelországot is újraegyesítsék egy Habsburg főherceg uralma alatt. Az oroszok azonban szigorúan ragaszkodtak ahhoz, hogy a császár ne avatkozzék bele az orosz belügyekbe, ha meg akarja őrizni jó kapcsolatait Orosz Birodalommal.
Franciaországban a januári felkelők sok szimpatizánst szereztek maguknak. Az emberek pénzt gyűjtöttek a felkelés javára. A francia rendőrségnek oroszellenes tüntetéseket kellett feloszlatnia. A londoni demokraták viszont megszerveztek egy tengeri vállalkozást amelynek segítségével fegyvert és lőszert küldtek volna lengyel felkelőknek, de az orosz felderítés kezdettől mindenről tudomást szerzett. Amikor a hajó, fedélzetén kétszáz önkéntessel kikötött Malmőben, az orosz nyomás hatására a svéd kormány feltartóztatta azt. Sajnos, számos nyilatkozat ellenére külföldről nem jött semmilyen segítség.
A felkelés szétterjedt az egész Lengyel Királyságra, Litvánia jelentős részére valamint Volhíniára. A harcok egy évig folytatódtak, néhány gerillaosztag még 1864 őszéig harcolt. A Poroszországhoz tartozó Poseni Nagyhercegségben és az osztrák fennhatóság alatt álló Galíciában szerveződtek új csapatok, de nem tudtak részt venni a harcokban, mert a porosz és orosz hadseregek szorosan lezárták a határokat. A harcok gerilla jellegűek voltak, mivel az orosz hadsereg annyira erős volt, hogy a felkelők nem tudták nyílt összecsapásokban felvenni a harcot. A parasztság tömegeit sem sikerült bevonni a harcba. Amikor 1864-ben a cár felszabadította őket és a tulajdonukba adta az általuk művelt földeket, a parasztok elhagyták a felkelést.
A felkelés leverése után az oroszok azonnal megtorlásokba kezdtek. Sok ezer embert öltek meg, több tízezret száműztek Szibériába. A hatalom elkezdte erősen ruszifikálni a lengyel társadalmat, azzal a céllal, a Királyság hasonlóvá váljék az Orosz Birodalom más tartományaihoz. 1867-ben felszámolták a Királyság autonómiájának maradékát; ettől kezdve az országrészt Visztula menti határterületnek (len. Kraj Nadwiślański) hívták. Elkoboztak több száz nemesi birtokot, ezeket árverésre bocsátották vagy orosz katonatiszteknek adományozták. A városoktól, amelyek tevekényen támogatták a felkelést, elvették a városi jogokat. A Lengyel Királyságban még azokat a kolostorokat is felszámolták, amelyek az ellenállás gócpontjai voltak.

## Krakkói Köztársaság

A Krakkói Köztársaság és a címere

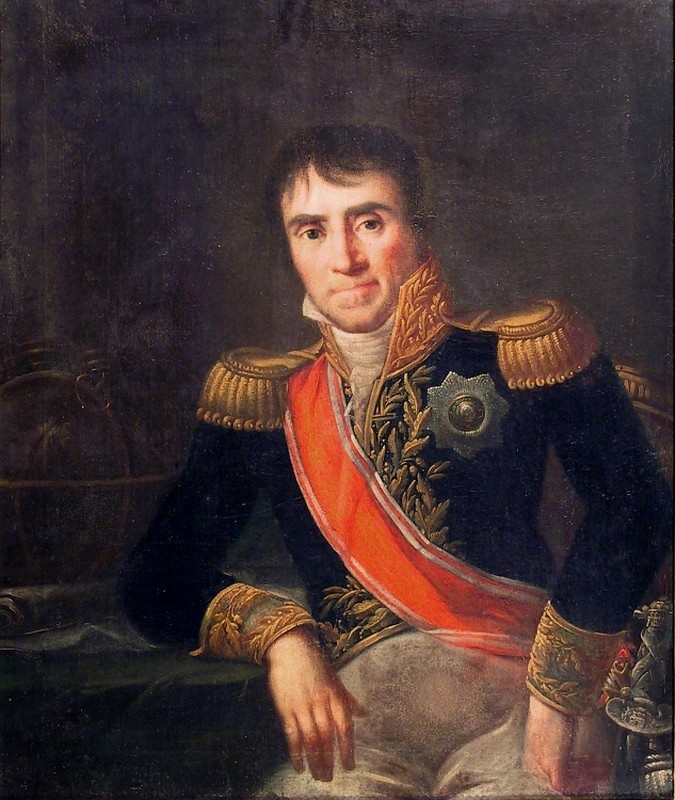
Stanisław Wodzicki

A Krakkói Köztársaság (Rzeczpospolita Krakowska, másképp Krakkó Szabad Város – Wolne Miasto Kraków) 1815-ben jött létre a bécsi kongresszus döntésének alapján. Az új államnak nem volt joga önálló külpolitikához – külföldön három pártfogó állam képviselte: Oroszország, Ausztria és Poroszország amelyek kötelezték magukat a Szabad Város semlegességének örökké tartó elismerésére és arra, hogy nem állomásoztatnak hadsereget az állam területén. Cserébe Krakkónak ki kellett adnia azokat a szökevényeket és kémeket, akik a területére menekülnek. Mint később kiderült, hogy ennek ellenére Krakkó igazában egyfajta „felkelési folyosóvá” és menedékké vált több, megszállt területen élő ember számára – egészen a felszámolás pillanatáig.
1818. szeptember 11-én a Köztársaság megkapta alkotmányt kapott. A végrehajtó hatalmat a Szenátus birtokolta, a törvényhozásit pedig a Képviselők Gyűlése. A pártfogó államok képviselői jelentős hatással voltak a Szabad Városban végbemenő eseményekre.
A köztársaság politikai életének vezető személye a Szenátus elnöke lett – 1818-31 között Stanisław Wodzicki. Támogatta őt a konzervatív földbirtokosok és az arisztokrácia többsége, amely a város gyors hozzácsatolását remélte a Lengyel Királysághoz. Wodzicki nem habozott együttműködni a pártfogó államokkal a liberálisok és demokraták elleni harcban.
A liberálisokat a polgárok és az egyetemisták támogatták. Ki akarták terjeszteni a Szabad Város függetlenségét és bírálták az államapparátust, amiért nem használ ki minden lehetőséget, amelyet az alkotmány biztosít, mindenekelőtt a gazdaságiakat. A liberálisoknak nagy befolyása volt a Képviselők Gyűlésében, őket titokban Poroszország is támogatta, mivel jelentős nyereséghez jutott a Krakkóval folytatott kereskedelemből.
1830-ban a pártfogó államok új alkotmányt terveztek bevezetni, de ezt megakadályozta a novemberi felkelés kitörése a Lengyel Királyságban. A novemberi felkeléskor Krakkói Köztársaság a fegyvercsempészet fő központja lett és közvetítő szerepet játszott a Lengyel Királyság és más államok közötti diplomáciai kapcsolatokban. 1831 januárjában a diákok letartoztatták Wodzickit és Krakkó elhagyására kényszerítették. A felkelés bukása után Krakkóba emigránsok érkeztek a Királyságból a felkelés egyik parancsnokával, Józef Chłopicki tábornokkal együtt.
A novemberi felkelés után Oroszország és Ausztria feladták a reményt, hogy együttműködhetnek a lengyel nemességgel a Szabad Város területén. Ettől fogva politikájuk a Köztársaság szabadságának fokozatos korlátozása volt. Ennek a jele többek között az új alkotmány volt, amelyet a pártfogó államok erőszakoltak rá 1833. május 30-án és amely lehetőséget adott, hogy pl. a birodalmak képviselői döntsenek vitás kérdésekben a Képviselők Gyűlése és a Szenátus között és hitelesítsék a Szenátus elnökének megválasztását.
1835 októberében Ausztria, Poroszország és Oroszország Berlinben egy titkos megállapodást kötött, amely szerint bármely, függetlenségre irányuló cselekmény esetén az osztrák hadsereg elfoglalhatja a Köztársaságot.
1836 januárjában Krakkó területén a lengyel függetlenségért harcolók megöltek egy orosz kémet. Válaszul február 7-én az osztrák hadsereg bevonult Krakkóba, 20-án pedig az orosz és a porosz. Franciaország és Nagy-Britannia tiltakozása következtében Poroszország és Oroszország visszavonták hadseregüket Krakkóból, de az osztrákok 1841-ig maradtak. Ebben az időben a pártfogó államok képviselői gyakorolták a tényleges hatalmat. A rendőrséget az osztrákok szimpatizánsai szerezték meg. Ausztria csak akkor vonta vissza hadseregét, amikor Franciaország azzal fenyegetett, hogy elfoglalja Anconát.

### A krakkói felkelés és a köztársaság felszámolása
A novemberi felkelés bukása után Krakkó lett a lengyel függetlenségi tevékenység fő központja. Az osztrák megszállás és a pártfogó államok képviselőinek teljhatalma azt eredményezte, hogy a földalatti ellenzék a felkelés elkezdése mellett döntött. Az osztrákok azonban tudomást szereztek erről és megelőzve a felkelés kitörését, próbálták visszarettenteni a nemeseket és a parasztokat. Ennek érdekében olyan rémhírt terjesztettek el, hogy a nemesség fegyveres hadjáratot tervez, amelyben kiirtja a parasztokat. Válaszul a parasztok tömegesen, kegyetlen módon gyilkoltak le nemeseket és raboltak ki udvarházakat. Az első atrocitások 1846. február 18-án történtek. Az osztrákok még pénzt is fizettek a parasztoknak minden egyes meggyilkolt nemesért. Az akkori események a március közepéig tartottak és a galíciai mészárlás (rzeź galicyjska, rabacja) néven váltak ismertté.
A szervezők Krakkóban, nem tudva a galíciai mészárlásról, 1846. február 21-én kezdték meg a felkelést. Egy nap után a város már szabad volt, de mivel nem jött semmi segítség külföldről és mivel az osztrák hadseregben lengyel parasztok is harcoltak, a felkelőknek meg kellett adniuk magukat. Azt remélve, hogy a pártfogó államok Krakkót a Lengyel Királysághoz csatolják (azaz az oroszok által megszállt részéhez), az oroszoknak adták át a várost; az osztrákok csak négy nappal később vonultak be Krakkóba. Április 15-én a pártfogó államok képviselői Bécsben aláírtak az egyezményt, melynek értelmében a Szabad Várost Ausztria kebelezi be.
1848-ban, amikor kitört a Népek Tavasza, Krakkóban zavargások voltak, amelyek következtében az osztrák hadsereg elfoglalta a Wawelt és ágyúztatta a várost. Lembergben is harcoltak, de a hatalom ősszel helyreállította a rendet.

## Poznańi Nagyhercegség

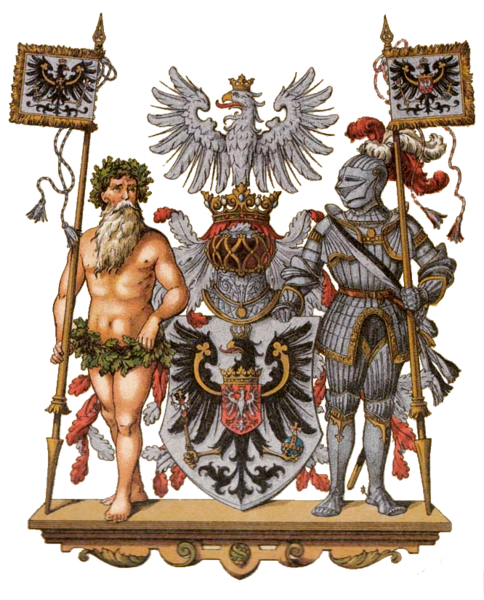
Poznańi Nagyhercegség címére

A Poznańi Nagyhercegség (Wielkie Księstwo Poznańskie) Nagy-Lengyelországból (a keleti rész kivételével) és Kujáviából állt. A nagyhercegség uralkodója a porosz király volt, őt pedig a hercegi helytartó képviselte: egészen a hivatal felszámolásáig, azaz 1815-31. évek között, aki Antoni Henryk Radziwiłł volt. A helytartó hivatala mindenekelőtt képviseleti és tiszteletbeli tisztség volt. Az ellenőrzést az állami igazgatás fölött a berlini kormány által kinevezett főelnöke gyakorolta. 1824-ben létrehozták a Poznańi Nagyhercegség Szejmjét is, amely azonban csak tanácsadói jogú volt.
A nagyhercegség autonómiával rendelkezett, de ezt a porosz hatalom ezt soha nem tartotta tiszteletben és a tartományban kezdettől fogva germanizálta a lakosságot. A novemberi felkelés támogatása Poroszországnak ürügyként szolgált, hogy felszámolja a nagyhercegség autonómiáját: 1831-ben felszámolta a herceg-helytartó hivatalát és alárendelte a tartományt Berlinben kinevezett főelnök alá. Formálisan az autonómia azonban csak 1848-ban szűnt meg, amikor a frankfurti parlament átnevezte Poznańi Nagyhercegséget Poznańi Tartományra és abban az évben a porosz alkotmányba is bekerült az erre vonatkozó bejegyzés.
1846-ban egy poznańi földalatti szervezet azt tervezte, hogy Lengyelország mind a három megszállt részében egyidejűleg felkeléseket robbant ki. A hatalom viszont értesült a tervekről, és letartóztatta a vezetőket, ennek ellenére Poznańban és környékén március 4-én harcok kezdődtek. A felkelők el akarták foglalni a Citadellát, de a hatalomnak ez is a tudomására került és letartóztatta őket. Egy lengyel hazafias szervezet – a Lengyel Demokratikus Közösség (Towarzystwo Demokratyczne Polskie) –  szintén felkelést készített elő Kasubiában, de már az első akció (támadás a porosz helyőrség ellen Preußisch Stargardban) kudarccal végződött.
Nagy-Lengyelországban végbementek a fellépések a Népek Tavasza keretében, amelyeket a lengyel földön a legjelentősebbeknek ismernek el. Értesülve a berlini márciusi forradalomról (1848), lengyel személyek azonnal létrehozták Poznańban a Nemzeti Bizottságot, amelyhez csatlakoztak olyan emberek, akiket korábban a poroszok tartóztattak le az 1846. évi felkelés előkészítéséért és most kiengedtek a börtönből. A Bizottság kikiáltotta a függetlenséget, ellenezte, hogy a poroszok hozzácsatolják a Poznańi Tartomány részét Porosz Királysághoz, és elkezdte megszervezni a felkelő erőket. Áprilisban majdnem az egész tartományban történtek összecsapások a felkelők és porosz csapatok között. Április 11-én a Bizottság és a porosz hatóság képviselője  egyezményt írtak  alá, amely értelmében a Bizottság beleegyezett a felkelő csapatok többségének feloszlatásába, cserébe a poroszok ígéretet tettek az autonómia helyreállítására. A poroszok azonban nem tartották meg ígéretüket és megkezdték a megmaradt felkelő erők felszámolását. Feleletül, még létező lengyel osztagok fegyveresen ellenálltak és néhány győzelmet arattak, de mivel nem bíztak végleges győzelemben, május 8-án kapituláltak.
Nagy-Lengyelország volt a terület, ahol új, az eddigiektől eltérő irányt vett a nemzeti ellenállás. Az ottani lengyelek (főként értelmiségből és felvilágosodott földbirtokosok közül származók), olyan elveket hangoztattak, hogy a munka a nemzet gazdasági fejlődése részére jobban szolgál a nemzeti öntudat megtartásának, mint fegyveres felkelések. Egyesületeket alapították, amelyek a mezőgazdaság termelékenységének növelésére törekedtek, új technológiákat vezettek be az iparban, valamint képezték a társadalmat. A század közepén ez a tevékenység a lengyel elnevezést kapott: praca organiczna vagy praca u podstaw – amit úgy lehet fordítani mint „organikus munka” (ném. organische Arbeit) vagy „alapmunka”. Ez éppen azért volt lehetséges Nagy-Lengyelországban, mert IV. Frigyes Vilmos porosz király uralkodásakor (1840-től) enyhült a lengyelellenes irányzat a porosz belpolitikában.
Hamarosan az „organikus munka” eszméi behatoltak Lengyel Királyságba, ahol pl. az észszerű földbirtokosok a robotot felváltották a parasztoknak fizetett bérre (a Porosz Királyságban a bérezést már 1811-től bevezették). Az “organikus munka” és “alapmunka” a lengyel pozitivizmus fő követelményeivé váltak.

## Lengyelország 19. század második felében

### Lengyel Királyság/Visztula menti határterület
A januári felkelés után a cár felszámolta a Lengyel Királyság autonómiájának maradványait, a Királyság tíz kormányzóságát közvetlenül az Orosz Birodalomhoz csatolta és a Királyság területét 1874-től Visztula menti határterületnek nevezte el (orosz. Привислинский Край, Priviszlinszkij Kraj, len. Kraj Nadwiślański). Formálisan azonban soha nem számolta fel a Királyságot. Az ország helytartóját generał-gubernatornak hívták (főkormányzó), ami kiemelte, hogy a hatalma katonai jellegű. 1867-ben a hatalom megtiltotta a lengyel nyelv használatát az igazgatásban és az oktatásban, valamint azok a városok, amelyek támogatták a januári felkelést, elvesztették a városi jogaikat.
A ruszifikálás erőltetése különféle mértékű volt. Az Orosz Birodalomban nem létezett határozott politika a nemzeti kisebbségek iránt és a ruszifikalás erőltetése leggyakrabban nem a központi hatalomtól függött, hanem helyi hivatalnokoktól. Az utóbbiak közül, Szokrat Sztarinkevics (Сократ Иванович Старынкевич) tűnt ki a lengyelek iránti jóindulatával – 1875-92. között Varsó elnöke, sok jót tett a városért, pl. megépíttette az első nyilvános lóvasútvonalat vagy a máig működő vízvezetéket (mostanáig van Varsóban egy, az ő nevéről elnevezett tér, amire egy megszálló hatalom képviselője esetében ritkán van példa a világon). Ioszif Gurko, varsói generał-gubernator 1883-94. között, azonban a lengyelek ellensége és a ruszifikalás elszánt híve volt, aki Kitiltatta a lengyel nyelvet az iskolákból és hivatalokból, szigorította a cenzúrát, üldözte az unitokat.
Az orosz közigazgatásban a lengyelek aránya majdnem elérte a 60%-ot; lengyel tisztek szolgáltak az orosz hadseregben, működött a legális lengyel sajtó és a kiadók, a kiemelkedő lengyeleknek szobrokat állítottak. Később az orosz hatalom lengyel szervezeteket is engedélyezett, még társadalmi-nemzeti vagy politikai jellegűeket is. Utóbbiak között voltak: a nemzeti szervezetek (Nemzeti Liga, Liga Narodowa – 1893, az alkotója Roman Dmowski) és szocialista szervezetek (Első Proletariátus – 1882; Lengyel Szocialista Párt, Polska Partia Socjalistyczna, PPS – 1892 – ahol Józef Piłsudski tevékenykedett; A Lengyel Királyság és Litvánia Szociáldemokráciája, Socjaldemokracja Królestwa Polskiego i Litwy, SDKPiL – 1893).

#### 1905. évi forradalom
Oroszország gazdasági problémai és kudarcai a japán háborúban a véresen elfojtott zavargásokat eredményeztek Szentpéterváron (1905. január 22-e), amelyek ezután tömeges sztrájkokat indítottak el egész Oroszországban. Varsóban 1905 januárjában katonák öltek meg kb. 100 embert, május 1-én – még 32-t. Łódźban a textilmunkások sztrájkja átalakult kétnapos zavargássá, amelyiket „łódźi felkelésnek” hívták (június 22-24-e) és amelyben kb. 2000 ember elesett vagy megsebesült. Decemberben meghirdették az általános sztrájkot, Ostrowiec Świętokrzyskiben pedig kikiáltották az – Ostrowieci Köztársaságot (december 27.).
A munkások fellépéseinek nyomására nemcsak az iparosok működtek együtt a cári hatalommal, de a Nemzeti Liga tagjai is – mivel a párt programja a ellenkezett az osztályharccal, a nemzeti hovatartozást sokkal fontosabbnak tartották, mint az osztályit.
A forradalom következtében II. Miklós orosz cár létrehozta az orosz parlamentet – Állami Dumát. A dumai választásokon a lengyelek is  részt vettek (főként Roman Dmowski és hívei). Az oroszok számos politikai pártot engedélyeztek, enyhítették a ruszifikálást. A lengyeleknek lehetőségük nyílt saját intézmények alapítására (szövetkezeti mozgalom, az oktatással összekapcsolt szervezetek, stb.), a lengyel nyelvet községi hivatalokban való használatára. A forradalom után kettévált a lengyel szocialista mozgalom, ami az ifjabb és idősebb tagok közötti világnézeti különbségekből következett. Az előbbiek számára Lengyelország függetlensége volt a legfontosabb, ők hozták létre a PPS-Forradalmi Frakciót (PPS-Frakcja Rewolucyjna, PPS-FR; ehhez csatlakozott Józef Piłsudski). Az utóbbiaknak a munkások jogai voltak fontosabbak és ők a PPS-Baloldalt (PPS-Lewica) hozták létre.

### A poroszok által megszállt területek
1867-ben Poznańi Nagyhercegséget hozzácsatolták az Északnémet Szövetséghez. Azután, hogy Németország egyesült és Otto von Bismarck lett a kancellár, a lengyel területeken a hatalom által irányított, a lengyel egyház és a lengyel nyelvű oktatás ellen irányuló elnémetesítő politika felerősödött (Kulturkampf – harc a kultúráért, azaz a német kultúra tisztaságáért – 1871-től).
1872 és 74 között a lengyel nyelvet majdnem teljesen eltávolították az iskolákból, elbocsátották a lengyel tanítókat és állásaikban németeket alkalmaztak. 1876-ban a lengyel nyelvet az igazságszolgáltatásból és hivatalokból is száműzték.
1885-ben a hatalom intézkedéseket hozott, amelyek arra utasítottak minden nem porosz állampolgárságú lengyelt, hogy hagyja el a keleti tartományt. A lengyelek ezt rugi pruskie-nek nevezték, amit úgy  lehet lefordítani, mint "porosz eltávolítás" (rugować = usuwać – eltávolítani). 1886-ban a porosz kormány létrehozta az Áttelepítési Bizottságot, amely kényszerrel sajátított ki földeket a lengyelektől és németeket telepített azokra. Megalakult is Keleti Őrgrófság Német Egyesülete (Deutscher Ostmarkenverein, 1894), amelyet majd az alapítóik családneveinek kezdőbetűiből (Hansemann, Kennemann, Tiedemann) Hakatának hívták. Az egyesület feladata a lengyelség visszaszorítása volt a Kelet-Poroszországban. A Hakatát Németország új kancellárja, Bernhard von Bülow, is támogatta, főként porosz hivatalnokok voltak a tagjai.
A hatalom megtiltotta a lengyeleknek új gazdaságok alapítását és a lengyel nyelv használatát gyűléseken. A lengyelek sem voltak passzívak – pl. 1901-ben Wrześniában kihirdették az iskolasztrájkot, mivel a németek megtiltották a hittanórákon a lengyel nyelv használatát.
Meg kell jegyezni, hogy „a poroszok által megszállt terület” fogalma nem foglalta magába a Sziléziát és Nyugat-Pomeránia területeit, mivel a felosztások előtt azok nem tartoztak az I. Lengyel Köztársasághoz, azonban ott is éltek a lengyelek és ugyanúgy el voltak nyomva, amint pl. nagy-lengyelországiak.

### Galícia

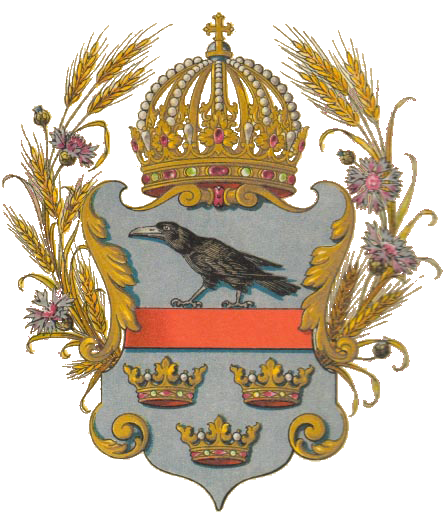
Galícia címére

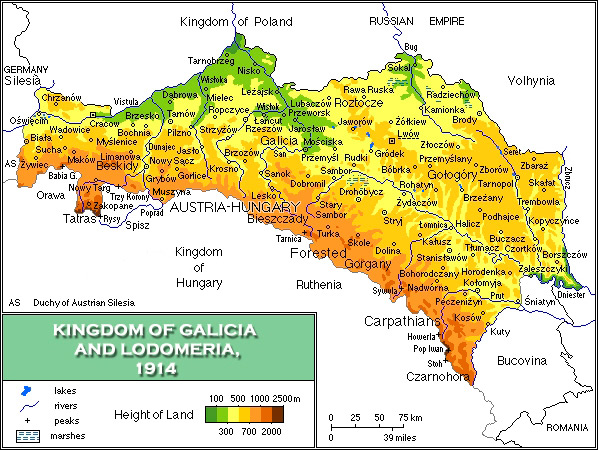
Galícia 1846-1918

Az osztrák vereség a poroszországi háborúban azt eredményezte, hogy I. Ferenc József császár álláspontja megenyhült a magyar autonómiát illetően – és belső zavargásokat sem akart saját államában. Ennek okozata az 1867-évi kiegyezés volt. Mivel az osztrákok kisebbséget képeztek még az osztrák részben (Ciszlajtániában) is, egy szövetségesre volt szükségük, hogy megtartsák a parlamenti többségüket. 1866-ban erre vonatkozó tárgyalás kezdődött a lengyel képviselőkkel. Az autonómia szabályai 1869-ben alakultak ki. Létrejött többek között az Országos Szejm (Sejm Krajowy – parlament) és az Országos Osztály (Wydział Krajowy – kormány), az iskolákba, hivatalokba és az igazságszolgáltatásba újra bevezették a lengyel nyelv használatát. A központi kormányban egy különleges miniszter volt (mindig lengyel), akinek joga volt véleményezni a Galíciát illető határozatok terveit. Rajta kívül a központi kormányban is sok lengyel miniszter volt – pl. Agenor Maria Gołuchowski (külügyminiszter 1895-1906. között, egyébként az édesapja, Agenor Romuald Gołuchowski, 1859-61. években osztrák belügyminiszter volt). Kétszer pedig a lengyelek miniszterelnökök voltak: Alfred Józef Potocki (1870-71) és Kazimierz Badeni (1895-97). Galícia helytartója mindig lengyel volt. Fővárosa Lemberg volt (nem Krakkó).
A lengyeleknek a legkedvezőbb fejlődési feltételeket Galícia autonómiája adta az I. Köztársaság bukása óta. Szabadabban éltek, mint más megszállt területeken, fejlődhetett a lengyel oktatás, tudomány és kultúra. Számos lengyel politikai szervezet jött létre. 1869-től Krakkóban megalakult egy konzervatív csoport, amelynek a tagjait stańczykoknak hívták. Lojálisak voltak Ausztriával szemben, de gondoskodtak a Galícia kulturális fejlődéséről. Bírálták a földalatti tevékenységet és elleneztek bármilyen tüntetést.
A szélesebb politikai szabadságjogok és a meglehetősen sűrű vasúti hálózat ellenére, Galícia az egyik legszegényebb országrész volt a Monarchiában ami miatt sokan emigráltak Amerikába. Nagyon fejletlen volt az ipar, a kereskedelmet a Monarchia más részeivel a Kárpátok nehezítették (kevés út), a Lengyel Királysággal pedig – a vámok. Galícia nyomora közmondásos volt. 1888-ban Stanisław Szczepanowski kiadta a Galícia nyomora számokban (Nędza Galicji w cyfrach) című munkát, amelyben megírta, hogy pl. a gyerekek 50%-a meghal élete ötödik éve előtt, az élet átlagos hossza 27-28 év.
1892-ben létrejött Galíciában a Lengyel Szociáldemokrata Párt (Polska Partia Socjal-Demokratyczna, PPSD), 1895-ben pedig a legrégibb lengyel parasztpart – a Néppárt – amely 1903-ban Lengyel Néppártra változtatta a nevét (Polskie Stronnictwo Ludowe, PSL).
1897-ben Lembergben Roman Dmowski megalapította a Nemzeti-Demokratikus Pártot (Stronnictwo Narodowo-Demokratyczne), rövidesen Nemzeti Demokráciának, majd (a rövidítéséből – ND) endecjának hívtak. A párt nagyon hasonlított a Lengyel Királyságban (az oroszok által megszállt területen) működő Nemzeti Ligához. Fő követelése a függetlenség visszaszerzése volt, német- és zsidóellenes jelszavak is megjelentek. Idővel Dmowski nemzeti kisebbségek elleni jelszavakat kezdett hangoztatnii és törekedett a cárral való megegyezésre.
Kelet-Galíciában az ukrán nemzeti mozgalom is fejlődött, amely a lengyelekkel való teljes egyenjogúsítást követelt. Ezen túl Kelet-Galícia leválasztását külön tartományként és önrendelkezéssel az ukránok számára is – ami komoly összeütközéseket okozott a lengyelek és ukránok között.
A lengyelek egy legális paramilitáris társadalmi-nevelési szervezetet is létrehoztak  Lembergben – a Lövészegyletet, melynek 1912-től Józef Piłsudski lett a parancsnoka.

## Első világháború

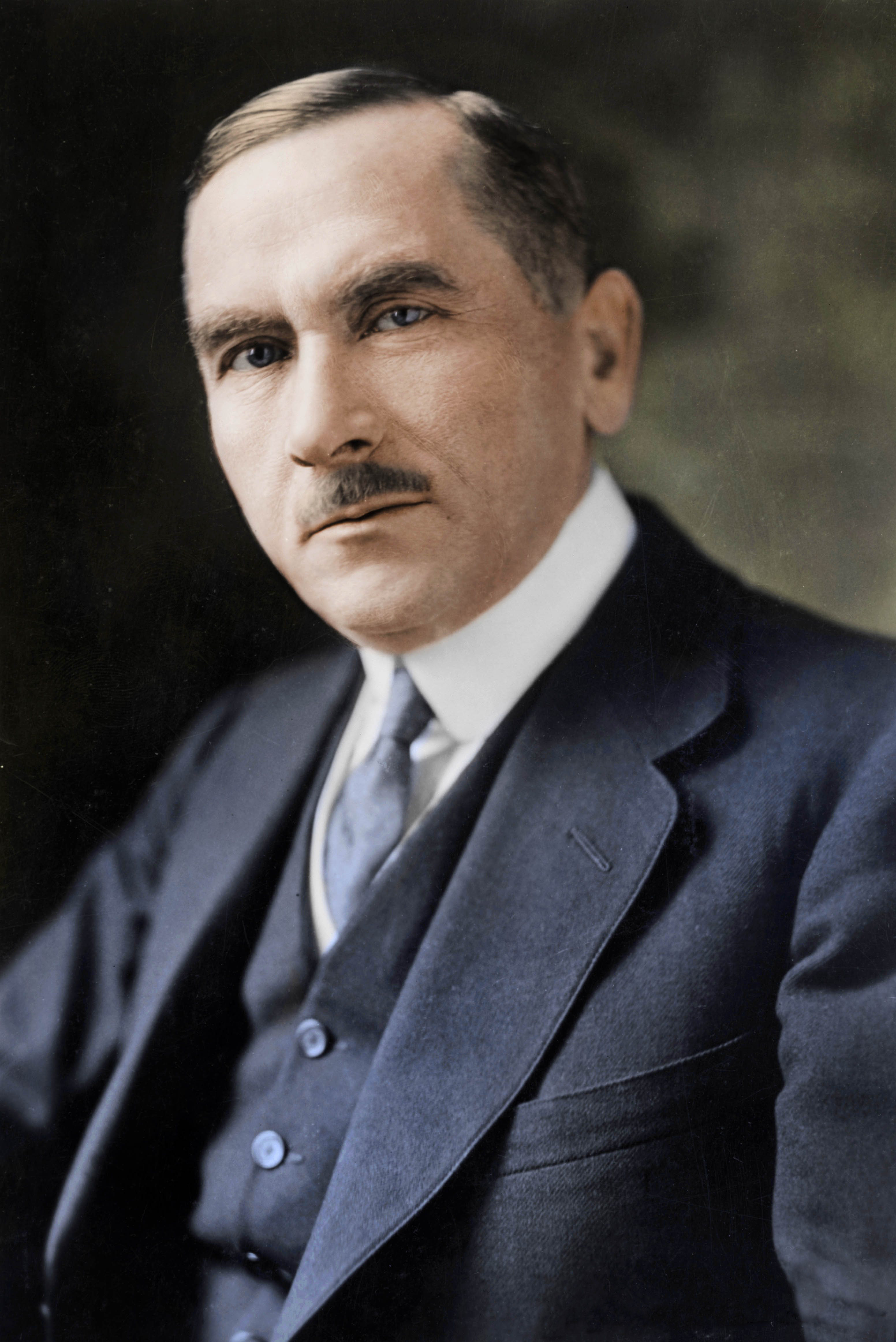
Roman Dmowski

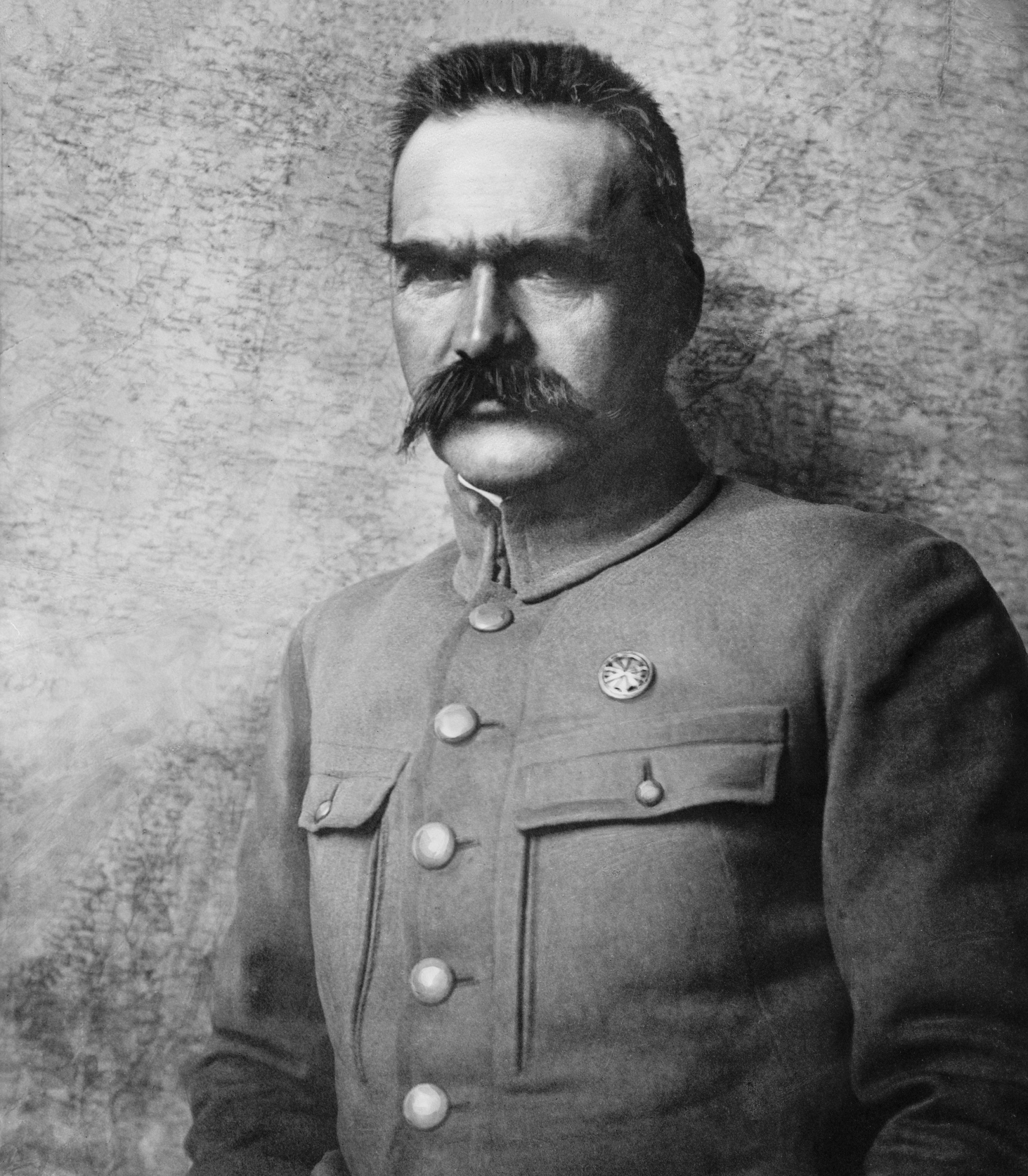
Józef Piłsudski 1915-ben

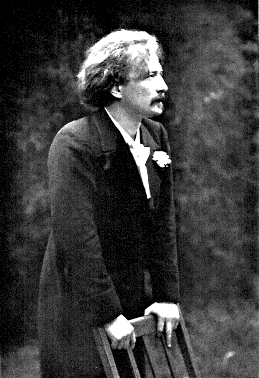
Ignacy Jan Paderewski

1914-ben a lengyel területeken kb. 20 millió magát lengyelnek tartó ember élt, további 7 millió pedig emigrációban, (USA – Philadelphia, New York, Chicago, Franciaország – Párizs, Lille, Brazília – Paraná tagállam).
A 20. század elején Európában és a világon számos olyan esemény történt, amely arra utalt a Lengyelországot megszálló államok meggyengültek, és azt jelezték, hogy hamarosan nagy összecsapás lesz köztük (orosz–japán háború, 1905-ös orosz forradalom, marokkói válságok, boszniai válság, balkán háborúk). A lengyelek csak egy „nagy háborúban” látták a lehetőséget a függetlenség visszaszerzésére. Egyesek – pl. Józef Piłsudski – úgy vélték, hogy a legkevésbé veszélyes megszállót, azaz Ausztria-Magyarországot kell támogatni. Mások – a nemzeti demokraták (endekok) Roman Dmowskival az élen – Oroszországot támogatták, mert azt gondolták, hogy annak szövetségesei – az antanthatalmak – nyomása következtében újjáépíti a lengyel államot a Lengyel Királyságból, Németországtól és Ausztriától átvett területekből. Egészen másképpen néztek a dologra nyugaton az emigrációs személyiségek, akik a francia, angol és, mindenekelőtt, az amerikai támogatásra számítottak. Szóvivőjük Ignacy Jan Paderewski, az egész világon ismert és tisztelt zongoraművész volt.

### Hadműveletek a lengyel területeken

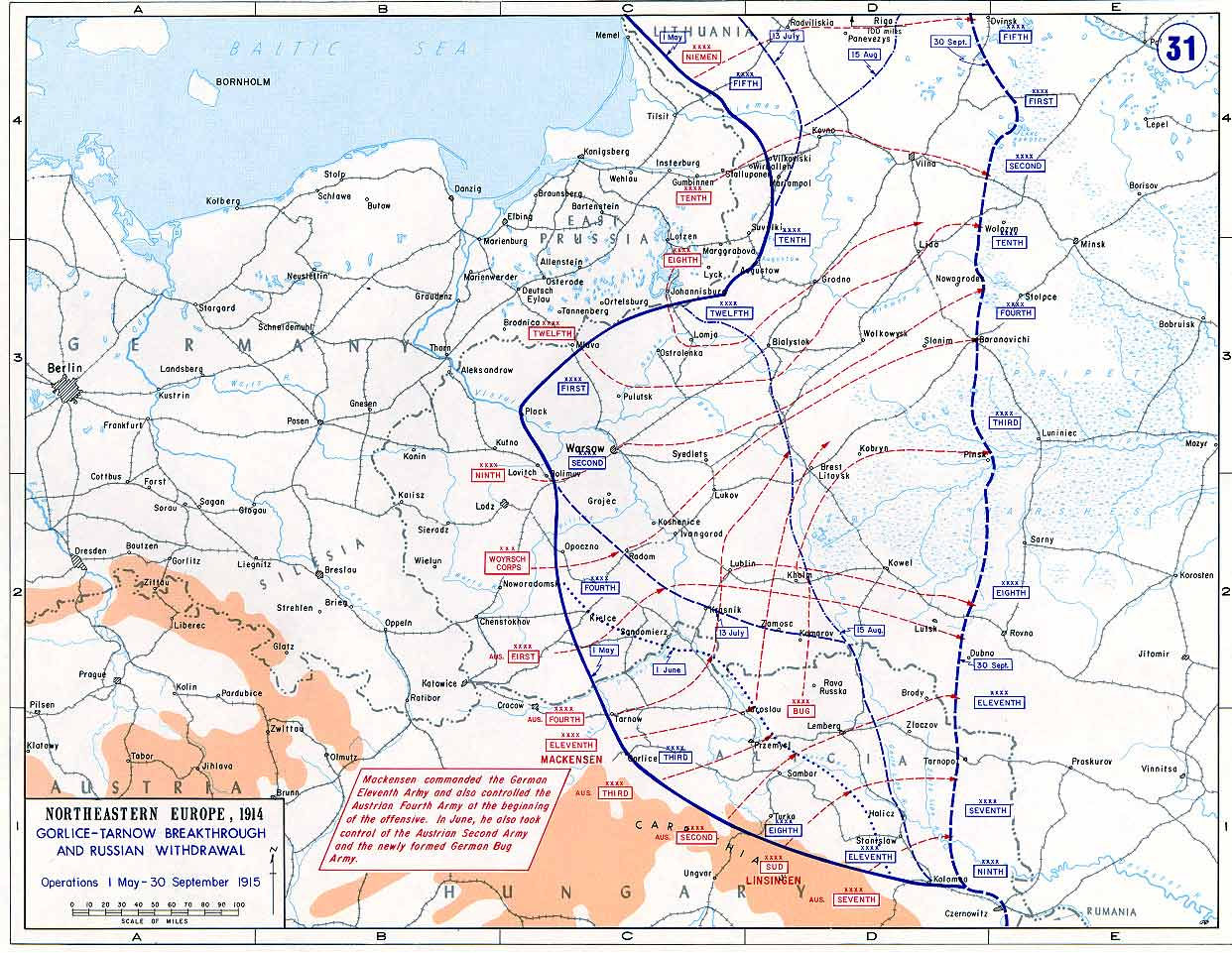
A keleti front változásai 1915-ben

Az északi fronton a hadműveletek 1914. augusztus 17-én kezdődtek el, amikor az orosz tábornokok, Pavel Rennenkampf és Alekszandr Szamszonov behatoltak Kelet-Poroszországba. A német hadsereg Paul von Hindenburg tábornagy és Erich Ludendorff tábornok parancsnoksága alatt az augusztus 27-én erőteljesen vágott vissza az elgyengült Szamszonov-hadseregre, teljesen szétzúzva azt a tannenbergi csatában. Egy héttel később pedig a német csapatok August von Mackensen tábornok parancsnoksága alatt az első mazuri-tavaki csatában győzték le Rennenkampfot.
Galíciában éppen fordítva alakult a helyzet: kezdetben az osztrákok győzték le az oroszokat Lublinnál, de hamarosan az oroszok ellentámadásba mentek át, aminek következtében a kisebb osztrák-magyar hadsereg visszavonult egészen Dunajecen túlra, átadva harc nélkül Galícia fővárosát – Lemberget – és elhagyva a front vonalán túl ostromolt przemyśli erődöt. A front Krakkóhoz közeledett – az oroszok három oldaltól körülvették a várost. Az oroszok elfoglalták majdnem egész Galíciát, és a Lengyel Királyságban a német és osztrák-magyar hadseregeket a háború előtti határokig szorították vissza. Az osztrákok elvesztették az ellenőrzést a Duklai-hágó fölött, így megnyílt az út a magyar alföldre, de a nehéz tél és az utánpótlási nehézségek miatt az oroszok megállították a hadseregét a Karpátok vonalán.
1915. május 2-án megtörtént a gorlicei csata, amely következtében a németek és osztrákok nagyon mélyen behatoltak az ellenfél területére és majdnem teljesen felmorzsolták az orosz déli frontot. Augusztus 5-én a németek elfoglalták Varsót, szeptemberben megtámadták Kurzemét és elindultak Riga felé. Ettől kezdve lehet beszélni az orosz front összeomlásáról. Hamarosan II. Miklós orosz cár személyesen vette át a parancsnokságot a hadsereg fölött, ami több zavart okozott, mint amennyi előnyt jelentett. A központi hatalmak hadseregei elértek ahhoz a vonalhoz, amely körül-belül azonos volt az oroszok által 2. felosztáskor (1793) elvett területek határával – elfoglalták a mostani Lengyelország, Litvánia és Lettország területét valamint Fehéroroszország és Ukrajna nyugati részeit. Kétmillió orosz katona halt meg vagy esett fogságba, a német és osztrák-magyar hadseregek kb. egymillió embert vesztettek el.
1916-ban az orosz törzskar megtervezte az ellentámadást Alekszej Bruszilov tábornok parancsnoksága alatt. A nyugati szövetségesek segítsége és az ipari termelés felgyorsítása révén, az oroszoknak sikerült pótolni a korábbi harcok veszteségeit. Júniusban Bruszilov négy hadserege behatolt az ellenfél területére és 13 ezer fogolyt ejtettek. A majdnem két hónapos ellentámadás csaknem az osztrák-magyar monarchia szétbomlását eredményezte, mivel a központi hatalmak pánikszerűen kezdték meg összevonni a csapataikat a többi frontról és a háborúba belépett Románia, amely megtámadta Erdélyt.
A Bruszilov-ellentámadás megállt, amikor az oroszok elfoglalták Bukovinát, ami sok veszteségébe került az oroszoknak. A hadiipar ráadásul nem tartott lépést az óriási felszerelési hiány pótlásával. Ezek az események okozták, hogy mind Oroszországban, mind Ausztria-Magyarországon  belső nyugtalanság tört ki. A háború három évének ismétlődő katasztrofális kudarcai odavezettek, hogy a katonák teljesen elvesztették hitüket a győzelemben. 1917 márciusában nyílt lázadások történtek a hadseregekben – a katonák megtagadták a parancsok végrehajtását. A helyzet a fronton tovább romlott, amikor Oroszország belsejéből elértek a hírek a februári forradalom kitöréséről.
1917 februárjában, a cár lemondása után, Szentpéterváron létrejött az ideiglenes kormány Alekszandr Kerenszkij vezetése alatt. Értesülvén a hátországban dúló polgárháborúról, az orosz hadsereg teljesen felbomlott. Ekkor kezdtek független lengyel csapatok is megalakulni – az I. Lengyel hadtest Fehéroroszországban valamint a II. és III. Lengyel hadtestek Ukrajnában.
Amikor a bolsevikok átvették a hatalmat az októberi forradalom következtében, béketárgyalásokat kezdtek a németekkel és megkötötték a breszt-litovszki békét (1918. március 3.), amelyben a kommunista kormány lemondott minden területről Ukrajnától nyugatra. A németek által felszámolt lengyel hadtestek katonái bevonultak az újraalapított (1918 novembere) lengyel hadseregbe.

### Galícia a háború kezdetében
Röviddel a szerb-osztrák háború kitörése után (1914. július 28-a), Józef Piłsudski mozgósítási parancsot adott ki a Lövészegyletnek. Ezzel egyidőben, az osztrák vezérkar beleegyezett a lengyel „hadsereg” elterelő hadmozdulataiba az oroszok által megszállt területen. Augusztus 6-án, hajnalban az első alakulat elindult Krakkóból az orosz határ felé és néhány óra után belépett a Lengyel Királyság területére. Piłsudski azt remélte, hogy a lengyel hadsereget látva a Királyság polgárai fegyvert fognak, a felderítés jelentéseire alapozva még arra is számított, hogy rögtön elfoglalja Varsót. Ezzel szemben az oroszok nem hagyták el Varsót, az emberek pedig nem üdvözölték örömmel a lövészeket, hanem majdnem ellenségesen. Ebben a helyzetben a lövészek, néhány összecsapás és Kielce rövid ideig tartó elfoglalása után, visszavonultak Galíciába. Az osztrákok válaszul azzal a követeléssel álltak elő, hogy Piłsudski oszlassa fel a lövészosztagokat vagy olvassza be azokat az Országos Védelem szervezetébe.
1914 augusztusában létrejött Krakkóban az osztrákok által elismert Nemzeti Főbizottság (Naczelny Komitet Narodowy), amelynek a lengyel fegyveres erők katonai és politikai szervezésével kellett foglalkoznia. Ettől fogva, minden lengyel katonai alakulat Lengyel Légióként osztrák katonai fennhatóság alatt működhetett. Piłsudskinak alá kellett rendelnie magát.
Mivel a lengyel katonák osztrák parancsnokság alá tartoztak és esküt kellett tenniük, hogy hűek lesznek a császárhoz, így kezdetben nem volt sok önkéntes. Ez a válság azt okozta, hogy megnőtt az osztrákok bizalmatlansága a lengyel katonák iránt, a németek pedig egyáltalán nem mutattak ki érdeklődést. Rosszul felszerelt és felfegyverzett Légió mégis vett részt a háborúban: 1914 szeptemberében Máramarosszigeten és a Keleti-Kárpátokban, októberben viszont Pokutiában. Szintén októberben a Piłsudski által vezetett 1. ezredet átszervezték a Lengyel Légió I. dandárjává (I. Brygada). A dandár novemberben és decemberben, az osztrák ellentámadás keretében, harcolt a limanovai csatában. Rögtön ezután a II. dandár is létrejött; mindkettő jelentős részt vett a harcokban a Lengyel Királyság területén.
1914 őszén Piłsudski létrehozta még a Lengyel Katonai Szervezetet (Polska Organizacja Wojskowa, POW). Ez egy teljesen titkos szervezet volt, főként Oroszország ellen irányult, képzett tiszteket és altiszteket szervezett be a jövő lengyel hadserege számára. Külföldi felderítők soha nem szivárogtak be a POW-ba és alig gyanakodtak, hogy létezik ilyen földalatti szervezet.
1914-16. között a Légió nagy veszteségeket szenvedett – kb. 15 ezer ember halt meg vagy sebesült meg, de a katonák tapasztalatokat szereztek és a leendő lengyel hadsereg magjává lettek. Piłsudski úgy vélte, hogy amikor a lengyelek kiszorítják országukból az oroszokat, a németek és osztrákok támogatása nem fog egybevágni a lengyel nemzeti érdekekkel, azért visszafogta a sorozást Légióba, nagyszámú szerződtetéssel viszont fejlesztette POW-ot.

### Lengyel Királyság

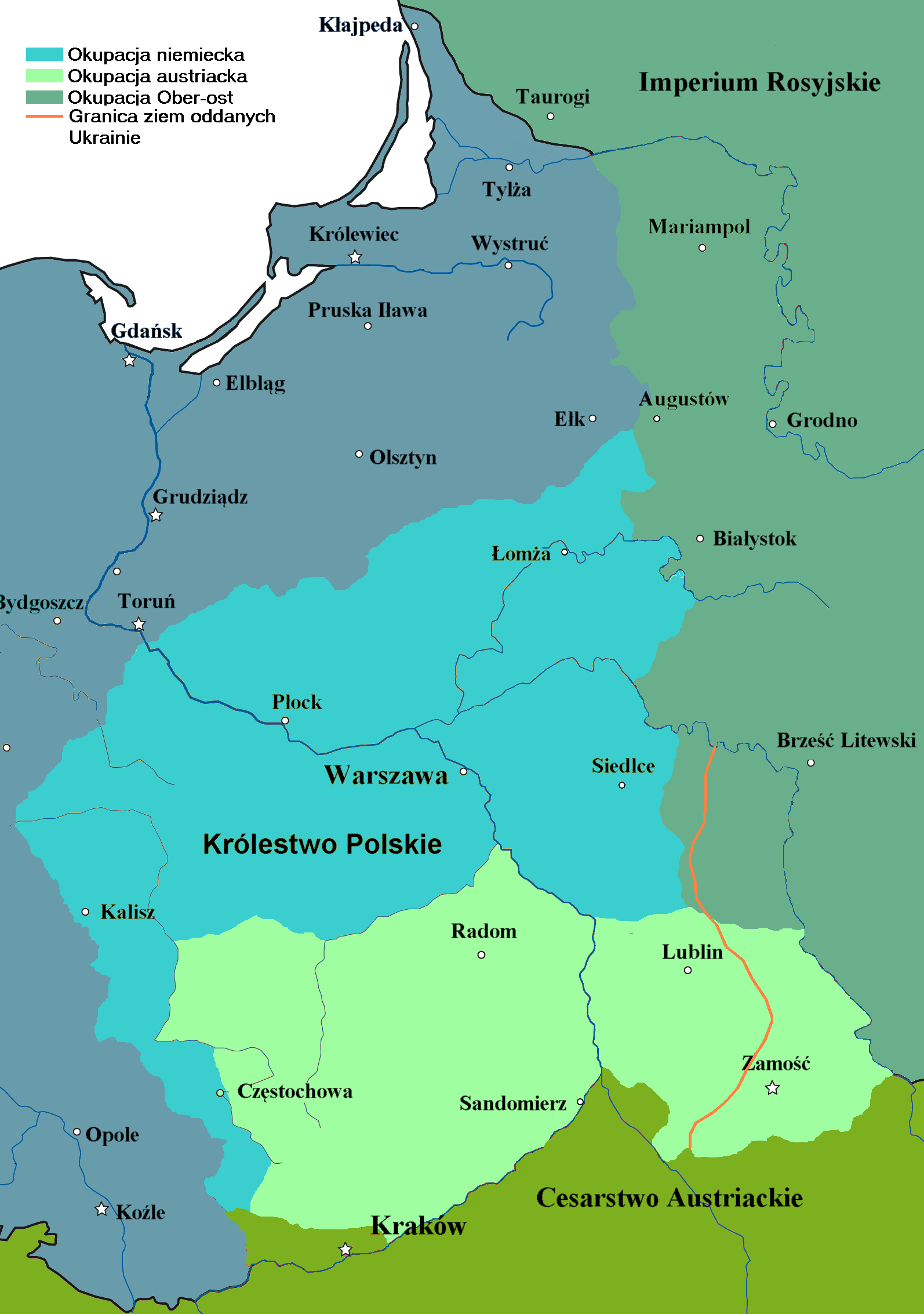
A Lengyel Királyság osztrák és német megszállási területei
Piros vonal – Ukrajnának átengedett területek nyugati határa a breszti béke értelmében

A Lengyel Királyságban a lengyel ellenállás óvatosabban tevékenykedett. 1914 augusztusában létrejött Varsóban a Polgári Bizottság (Komitet Obywatelski, később – Központi Polgári Bizottság, Centralny Komitet Obywatelski, CKO), amely segítségnyújtást szervezett az oroszok által foglalt területeken (a Királyság és a Galícia megszállt része). A CKO nem szándékozott fegyveres harcot szervezni, sőt, Piłsudskira úgy tekintett, mint politikai eszközre Ausztria és Németország kezében.
Novemberben létrejött Lengyel Nemzeti Bizottság (Komitet Narodowy Polski) Roman Dmowskival az élen. Fő céljának tartotta Lengyelország egyesítését az orosz cár uralkodása alatt és arra törekedett, hogy lengyel egységek szerveződjenek az orosz hadseregben. Amíg az oroszok győzelmeket arattak a fronton, minden törekvés, amelyet a lengyel politikusok indítottak, hogy az orosz állam döntsön bármit a lengyel ügyben, észrevétlen maradt. Emiatt Dmowski elég korán létesített kapcsolatokat a lengyel politikai személyiségekkel nyugaton, mindenekelőtt Ignacy Jan Paderewskival és Gabriel Narutowiczcsal, akik segítséget szerveztek a nyugaton tartózkodó lengyelek számára és  Franciaországban és az Egyesült Államokban dolgoztak a lengyel állam újrateremtése érdekében.
1915 júliusában, amikor a németek már közeledtek Varsóhoz, II. Miklós törvényt dolgoztatott ki, amely a háború után adott volna a lengyeleknek kulturális, gazdasági és nemzeti jogokat, de csak a Romanovok birodalmán belüli autonómia keretén belül. A jogok kisebbek lettek volna, mint azok, amelyekben a lengyelek Galíciában részesültek, de a cár még így sem támogatta azokat. Ezért az oroszbarát politikusok helyzete meggyengült – Dmowski Svájcba utazott, ahol a Központi Lengyel Ügynökség működött.
1915. augusztus 5-én a német hadsereg elfoglalta Varsót. A Királyságból kivonuló oroszok elszállítottak mindent, amit csak tudtak, amit viszont nem tudtak elvinni, azt tönkretették. Az osztrák-német megszállás az autonómiát és az önrendelkezést illető homályos nyilatkozatokkal kezdődött el. Mindkét megszálló állam kormányzókat nevezett ki a megszállt területekre: Varsóban – Hans von Beseler tábornokot a németek, Lublinban – Erich Diller tábornokot, akit 1916 májusában Karl Kuk tábornok váltotta (aki a krakkói erőd parancsnoka volt az 1914. évi ostrom idején). Amikor a németek bevonultak Varsóba, a városban s POW jelent meg, augusztus 15-én pedig Piłsudski érkezett.
A németek megengedték a nem politikai jellegű tevékenységeket, amit kihasznált a lengyel oktatás, pl. villámgyorsan újranyitva az egyetemeket Vársóban. A százhúsz év óta orosz befolyás alatt levő társadalom nem szívesen fogadta a németeket: nem bízott bennük, azonban a burzsoázia gazdaságilag az oroszokkal volt összefonódva.

### Lengyel kérdés a világon
A helyzet a frontokon az 1916. évben véglegesen szertefoszlatta a gyors német győzelemmel kapcsolatos reményeket. A központi hatalmak számára emiatt egyre fontosabb volt az, hogy a lengyelek az ő oldalukon vegyenek részt a háborúban. Azért a két császár, II.Vilmos és I. Ferenc József, kiáltványt adott ki, az ún. November 5-ei okmányt, amelynek értelmében az Oroszországtól elvett területekből Lengyel Királyság alakulna meg – független állam, örökletes alkotmányos monarchia. Az okmányban nem volt szó határokról, hadseregről és külpolitikáról. A lengyelek többnyire figyelmen kívül hagyták a kiáltványt – nem bíztak német nyilatkozatokban, gyanakodtak, hogy csak “ágyútöltelék” megszerzéséről van szó. A bizalmatlanságukat megerősítette von Beseler kormányzó, aki már november 9-én sorozást hirdetett ki a Lengyel Haderőnek (ném. Polnische Wehrmacht) elnevezett hadseregbe, amelyet a vezérkár “ideiglenesen” hozzácsatolt volna a német hadsereghez.
A megszálló hatalmak így megtették a következő lépést és december 6-án létrehozták az Ideiglenes Államtanácsot (Tymczasowa Rada Stanu, TRS), amelybe bevonták valamennyi tartomány és foglalkozás képviselőit és még három megbízottat mindkét császártól. A félelmek ellenére, hogy TRS együtt fog működni az ellenséggel, néhány politikus mégis támogatta azt, – Piłsudskit beleértve.
II. Miklós cár válasza az volt, hogy „mind a három, eddig szétválasztott, részből álló, szabad Lengyelország létrehozása, saját parlamenttel és hadsereggel, a háború fontos célját képezi”. Hamarosan hasonlóan nyilatkoztak Aristide Briand francia miniszterelnök valamint Thomas Woodrow Wilson amerikai elnök.
Lengyelország sorsát mégis az oroszországi helyzetnek kellett eldöntenie. 1917. február 27-én a nép megdöntötte a kormányt, Miklós cár pedig lemondott a trónról. Megalakult a demokratikus köztársaság. Március 14-én a pétervári Munkás- és Katonaképviselők Tanácsa kihirdette, hogy Lengyelországnak teljes joga van a függetlenséghez, és három nappal ezután a kormány hivatalosan is elismerte a lengyel nemzet jogát arra, hogy a saját akarata szerint, önállóan határozzon a sorsáról. Az októberi forradalom után a bolsevikok kormánya békedekrétumot adott ki, amelynek az eredménye a fegyverszünet (november 27.) majd a breszt-litovszki béke aláírása (1918. március 3.) volt.

### „Esküválság” és a Kormányzó Tanács létrehozása

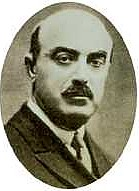
Jan Kucharzewski

Az orosz forradalom felébresztette a reményt Berlinben és Bécsben, hogy a háború a keleten rövidesen befejeződik és lehetséges lesz jelentős erők átcsoportosítása a nyugati frontra. A központi hatalmak eredményeket vártak az éppen elkezdett korlátlan tengeralattjáró-háborútól is. Ennek következményeként, megkeményedett az álláspontjuk a lengyel hadsereg iránt: megkövetelték a légiósoktól, hogy azonnal hűségesküt tegyenek le. Piłsudski csak erre várt – megszakította a kapcsolatait a TRS-szel, megtagadta az eskü letételét és ugyanerre szólította fel a légiósokat is. A német és osztrák hatóságok megtorlásokkal feleltek: az esküt megtagadó katonákat vagy besorozták az osztrák hadseregbe és az olasz frontra küldték, vagy internálótáborokba zárták. Magát Piłsudskit a magdeburgi erődítménybe vetették.
Tiltakozásul az ilyen viselkedés ellen, a TRS kimondta feloszlását. A viszály elsimítása érdekében, a német megszálló hatóság átengedte a lengyeleknek az igazságszolgáltatást, majd ősszel létrehozta a Királyság állami vezetésének helyettesítőjét – a háromfős Kormányzó Tanácsot (Rada Regencyjna). A tanács tagjai Zdzisław Lubomirski herceg (Varsó elnöke), Aleksander Kakowski (varsói érsek) és Józef Ostrowski (földbirtokos) lettek. A maga által létrehozott Államtanáccsal a jövő Királyságának törvényhozási hatalmát képezte, a végrehajtó hatalom viszont a kormány lett Jan Kucharzewskivel, az első lengyel miniszterelnökkel az élén. A kormányt 1917. december 7-én alapították meg. Azonnal elkezdődött a lengyel nyelvű oktatás, az igazságszolgáltatás és a közigazgatás szervezése, ami nagyban segített, amikor Lengyelország valóban visszaszerezte a függetlenségét. A lengyel társadalomban ismét elkezdett növekedni a függetlenségi politikusokba vetett bizalom.

Kormányzó Tanács
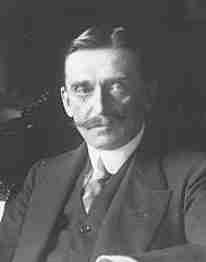
Zdzislaw Lubomirski
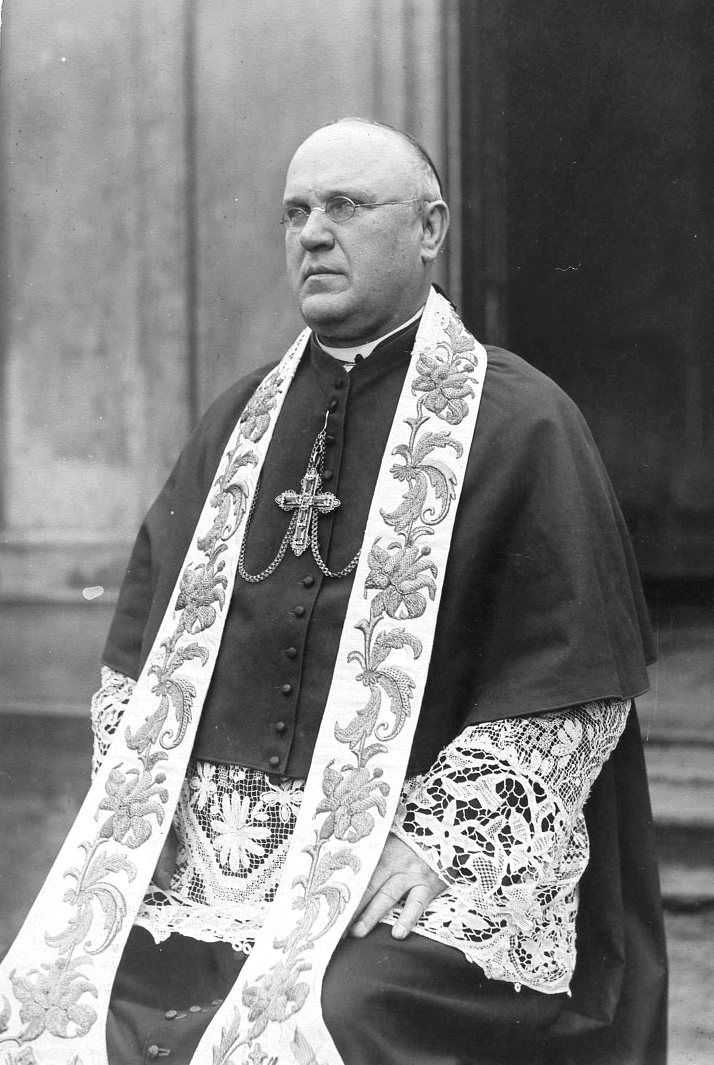
Aleksander Kakowski
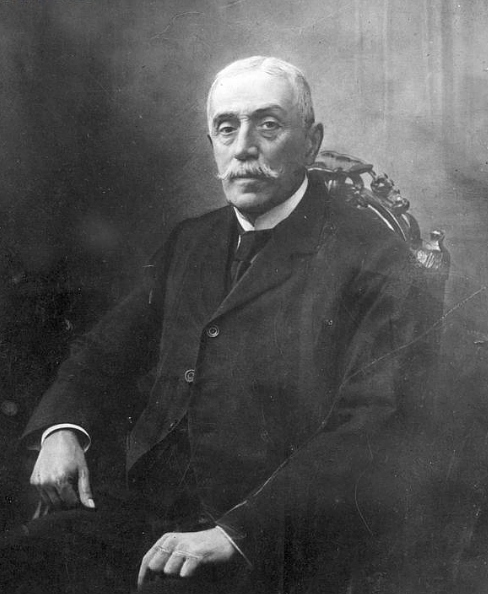
Józef Ostrowski

### A lengyel hadsereg a nyugati fronton

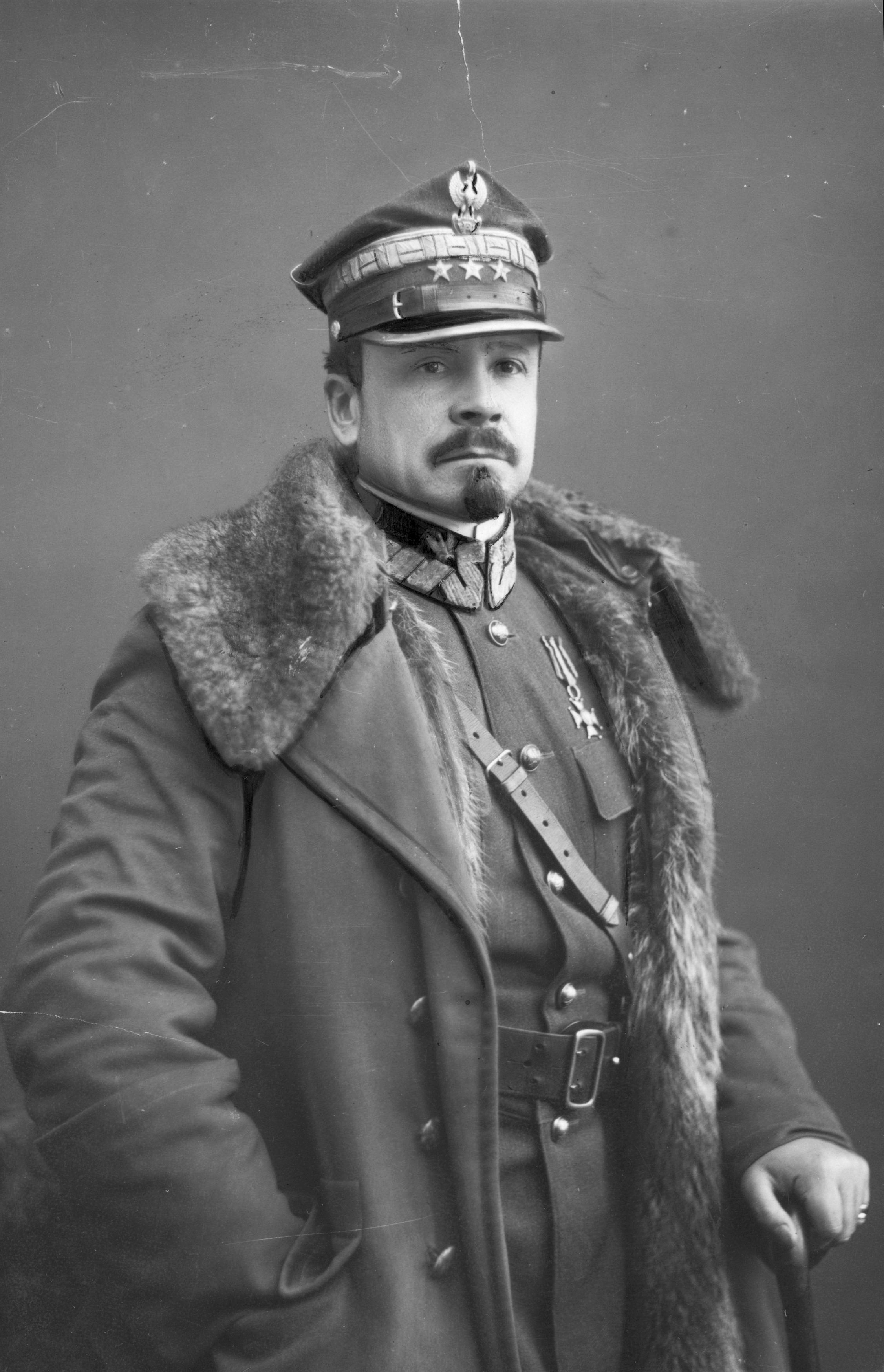
Józef Haller tábornok

Amikor Roman Dmowski Svájcba érkezett (1915 ősze), elkezdte tevékenységet Lengyelország érdekében a nyugati politikusok között. Törekvései következtében 1917 júliusában Raymond Poincaré Franciaország elnöke engedélyt adott egy „autonóm lengyel hadsereg” megszervezéséhez francia parancsnoksága alatt, amelyet – egyenruhája miatt – Kék hadseregnek (Błękitna Armia) hívtak. Augusztusban Dmowski, mások személyekkel együtt, megalapította a következő Lengyel Nemzeti Bizottságot, amely később Párizsba költözött át. Szeptemberben Franciaország, Olaszország, Anglia és az Egyesült Államok azt hivatalos lengyel képviseletnek ismertek el.
1918 szeptemberében Józef Haller tábornok lett a Kék hadsereg parancsnoka. Különösen sok önkéntes vonult be az Egyesült Államokból – kb. 27 ezer fő, azaz az egész hadsereg több mint 1/3-a (1919 tavaszán). 1919. áprilisa-júniusa között átszállították a hadsereget Lengyelországba.

### Breszt-litovszki békeszerződés
Az 1918. március 3-án megkötött békeszerződés szerint, Oroszország nyugati határa Rigától északra kezdődött, azután a Daugava mentén húzódott, utána – körülbelül azonos vonalon, mint az oroszok által 2. felosztáskor (1793) elvett területek határa, és végül elérte az ukrán határt. A béketárgyaláson az 1918 januárjában hivatalosan kikiáltott Ukrán Népköztársaság képviselői is részt vettek, akikkel a központi hatalmak külön szerződést írtak alá (február 9.). Ennek értelmében Németország és Ausztria-Magyarország átengedték Ukrajnának Chełmi Földet és a déli Podlasiét, sőt a titkos záradékban Ausztria-Magyarország kötelezte magát, hogy elkülöníti Kelet-Galíciát Lemberggel és Przemyśllel mint a Monarchia egy külön (autonóm) tagországát (olyan alapon, mint Magyarországot).
Annak ellenére, hogy etnikailag lengyel területekről tárgyaltak, a Lengyel Királyság képviselőit nem engedték a tárgyalóasztalhoz. A szerződés nagy felháborodást váltott ki a lengyel közvéleményben, mivel átengedte Ukrajnának azokat a területeket, amelyekre a lengyelek igényt tartottak. Jan Kucharzewski miniszterelnök kormánya beadta lemondását, a Kormányzó Tanács viszont kinyilatkozta, hogy ettől fogva a lengyel nemzet akaratából gyakorolja a hatalmat, nem pedig a központi hatalmak nevében. A lengyelek tömegtiltakozásai (tüntetések, hivatali sztrájkok, az osztrák-magyar kitüntetések visszaadása, a Lengyel Legiók 2. dandárjának átállása az orosz oldalra) azt okozták, hogy a központi hatalmak felhagytak az Ukrajnával kapcsolatos szándékaikkal.

### Wilson elnök szózata
1917. áprilisában az Egyesült Államok belépett a háborúba. 1918. január 8-án Thomas Woodrow Wilson elnök beszédet tartott, amelyben 14 pontban részletezte a háború befejezésének feltételeit. A 13. pont szólt arról, hogy: „Független lengyel államot kell létesíteni, amelynek magában kell foglalnia a vitathatatlanul lengyel lakosság lakta területeket, szabad és biztonságos kijáratot kell biztosítani számára a tengerhez, politikai és gazdasági függetlenségét és területi sérthetetlenségét nemzetközi szerződéssel kell biztosítani”, amit Lengyelországban nagy elragadtatással fogadtak.

### Piłsudski visszatérése Varsóba és a függetlenség kikiáltása
1918-ban a német és az osztrák-magyar hadseregek a déli és nyugati frontokon csak vereségeket szenvedtek. Németországban ebben az időben sztrájkhullám indult, amely a kommunista forradalmat előzte meg. Októberben elkezdődött a Habsburg-monarchia felbomlása – néhány napon belül Csehország, Magyarország és a délszláv államok is kikiáltották függetlenségüket; Bécsben megbuktatták a császárságot és Karl Renner köztársasági kormánya vette át a hatalmat, Németországban lemondott II. Vilmos császár.
Lengyelországban elkezdődött harc hatalomért. Októberben a Kormányzó Tanács új szövegű katonaesküt vezetett be, (Istennek, a Hazának, a Lengyel Államnak és a Kormányzó Tanácsnak kellett hűséget fogadni) és sorozást rendelt el a lengyel hadseregbe, amely november 2-án kezdett el szerveződni. A Kormányzó Tanács munkájának eredménye jelentős volt. Fejlesztette és erősítette a németektől átvett lengyel oktatást, egészségügyet, igazságszolgáltatást és állami közigazgatást. Számos törvényt és jogszabályt alkotott meg, amelyet később a független Lengyelországban használtak ki. Létrehozta a diplomáciai képviseletek hálózatát a központi hatalmak utódállamaiban valamint a semleges országokban. Létrehozta az első katonai szervezeteket (Vezérkar, Hadügyminisztérium, katonai iskolák).
1918. november 7-én Lublinban létrejött a Lengyel Köztársaság első ideiglenes kormánya, a szocialista Ignacy Daszyński (politikus és nyugati-galíciai képviselő a bécsi parlamentben) vezetésével. A kormányba szintén Piłsudskihoz közel álló emberek kerültek be (pl. Edward Rydz-Śmigły későbbi marsall).
A Kormányzó Tanács és számos lengyel szervezet kérte a német kormánytól, hogy engedje szabadon Józef Piłsudskit a magdeburgi erődből. A németek még tétováztak, de november 7-én zavargások kezdődtek Berlinben, és a német kormányt puccs fenyegette, amelynek – ettől tartott a hatalom – az orosz bolsevikok nyújtottak volna segítséget. A lengyel állam létrehozása féken tartaná a terjeszkedésüket nyugatra, ezért november 8-án a kormány szabadlábra helyezte Piłsudskit, aki november 10-én megérkezett Varsóba.
Piłsudski magához hívta Daszyńskit és Śmigły-Rydzot a fővárosba. November 11-én a Kormányzó Tanács átengedte Piłsudskinak a katonai erők feletti főparancsnokságot, november 14-én pedig az egész polgári hatalmat. A Kormányzó Tanács feloszlott. November 29-én Piłsudski lett az Ideiglenes Állam Vezetője.
Varsóban a POW és a diákok elkezdték lefegyverezni a németeket – halálos áldozatok is voltak. Csak Piłsudski és a Soldatenrat képviselői közötti tárgyalás után nyert megoldást a helyzet, és november 16-án a németek elhagyták Varsót.
November 16-án Piłsudski táviratban tájékoztatta az antanthatalmakat, hogy létrejött a független lengyel állam, amely magába foglal minden felszabadított lengyel területet. November 18-án kinevezte a független Lengyelország első kormányát, amelynek miniszterelnöke egy lembergi szocialista, Jędrzej Moraczewski lett.